# Mostar
Mostar (en cyrillique : Мостар) est une ville de Bosnie-Herzégovine située dans le canton d'Herzégovine-Neretva et dans la fédération de Bosnie-et-Herzégovine. Selon les premiers résultats du recensement bosnien de 2013, la ville intra muros compte 65 286 habitants et sa zone métropolitaine, appelée Grad Mostar, en compte 113 169.
Mostar est le centre administratif du canton d'Herzégovine-Neretva. Depuis 2005, le « Quartier du Vieux pont de la vieille ville de Mostar » est inscrit sur la liste du patrimoine mondial de l'UNESCO.

## Géographie
La ville de Mostar est située à une centaine de kilomètres au sud de Sarajevo, à environ 40 km de la frontière entre la Bosnie-Herzégovine et la Croatie et à 50 km de la mer Adriatique. La ville se trouve sur les bords du fleuve Neretva, entre les hauteurs du Hum et les pentes du mont Velež (en) (1969 m).
Dans la proximité de ce mont existe aussi la petite ville de Nevesinje.

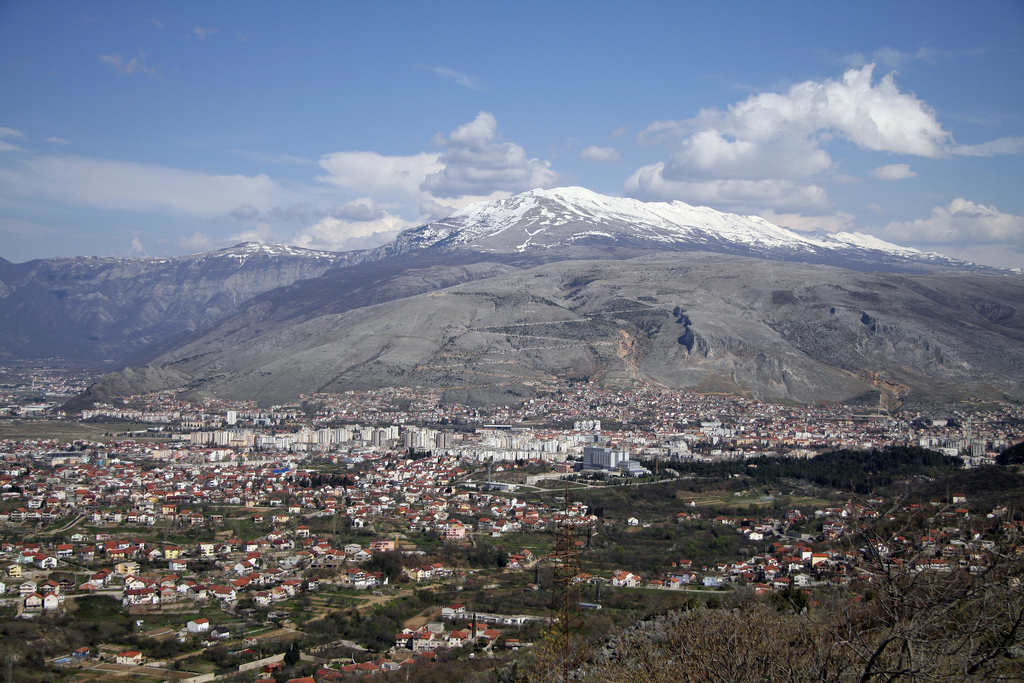
Le mont Velež

## Climat
Mostar jouit d'un climat tempéré chaud, avec une température moyenne annuelle de 15,1 °C ; juillet est le mois le plus chaud de l'année, avec une moyenne de 25,1 °C. Le mois le plus froid est janvier avec une moyenne de 5,3 °C. La moyenne des précipitations annuelles est de 1 461 mm/m2, avec les précipitations mensuelles les plus faibles en juillet et les plus élevées en décembre.
| Mois                                 | Janv | Fév  | Mars | Avr  | Mai  | Juin | Juil | Août | Sept | Oct  | Nov  | Déc | Année |
| ------------------------------------ | ---- | ---- | ---- | ---- | ---- | ---- | ---- | ---- | ---- | ---- | ---- | --- | ----- |
| Températures maximales moyennes (°C) | 8,5  | 11,2 | 15,1 | 18,6 | 23,3 | 27,4 | 31,5 | 31,1 | 27,2 | 21,1 | 14,1 | 9,9 |       |
| Températures moyennes (°C)           | 5,3  | 7,4  | 10,4 | 13,5 | 18,0 | 21,6 | 25,1 | 24,8 | 21,2 | 16,2 | 10,5 | 6,9 | 15,1  |
| Températures minimales moyennes (°C) | 2,2  | 3,6  | 5,7  | 8,4  | 12,4 | 15,9 | 18,7 | 18,5 | 15,3 | 11,3 | 6,9  | 3,9 |       |
| Précipitations moyennes (mm)         | 157  | 146  | 126  | 122  | 89   | 76   | 49   | 63   | 96   | 138  | 197  | 202 | 1461  |

## Histoire

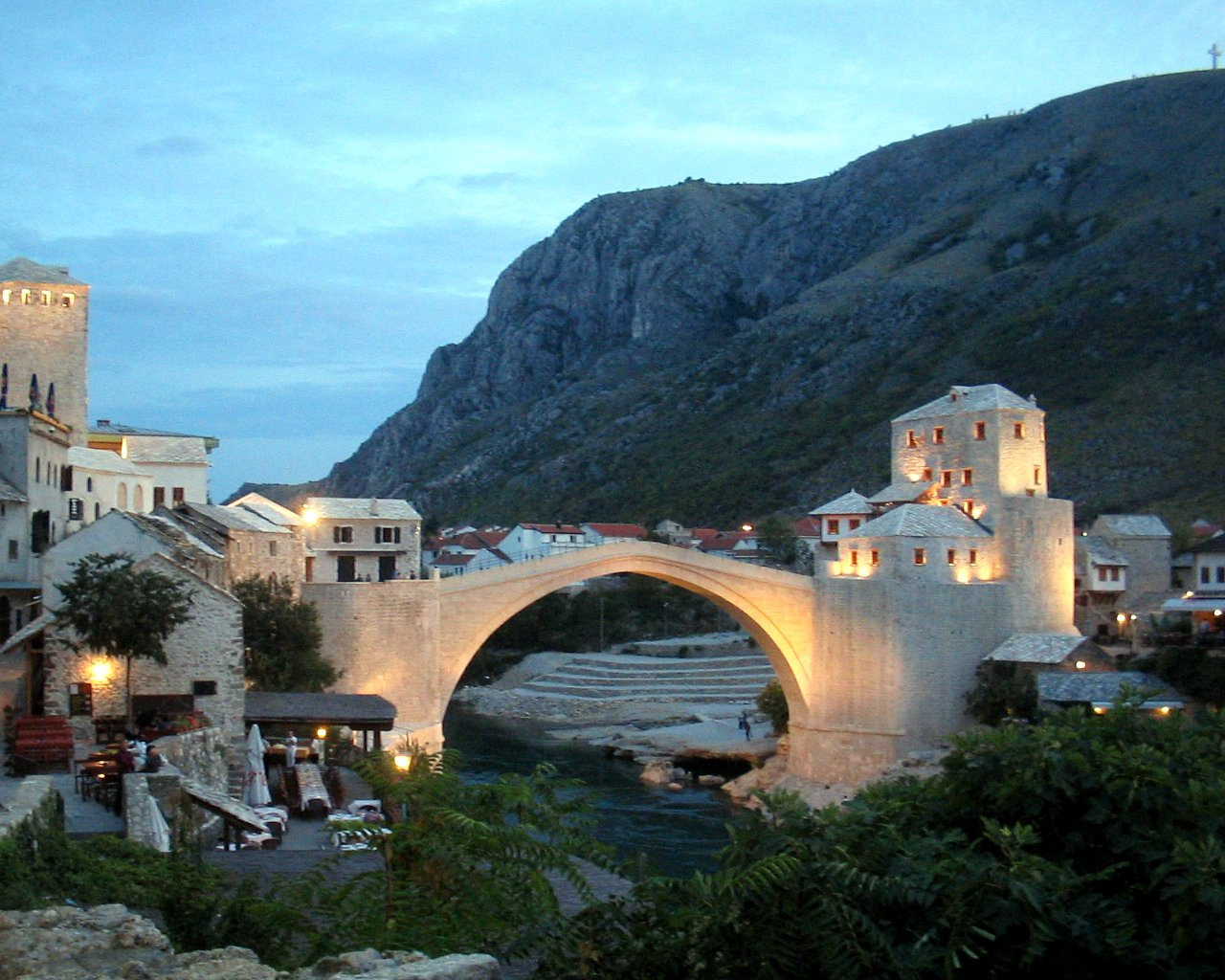
Stari Most, le Vieux Pont de Mostar.

### Antiquité et Moyen Âge
Le site révèle une occupation humaine dès la Préhistoire, comme en témoignent les enceintes fortifiées et les nécropoles.
Les Romains, ayant conscience des possibilités stratégiques et commerciales de ce passage, s'y établissent. On retrouve de ce fait les vestiges enfouis de la ville romaine sous la ville actuelle. À la fin de l'Antiquité des basiliques chrétiennes y sont édifiées et cette présence chrétienne sera permanente et active encore au Moyen Âge.

### Période ottomane
Avec la conquête ottomane en 1470, Mostar devient un centre administratif, chef-lieu du sandjak d’Herzégovine et siège d’un kadiluk (district avec un juge régional). Ce n'est qu'en 1474 que le nom de Mostar apparaît pour la première fois dans un document en référence aux gardiens du pont, les mostari. Ce pont antique, qui se trouvait sur la route commerciale entre l’Adriatique et les riches régions minières du centre de la Bosnie, permet à la bourgade de s'étendre sur la rive droite de la Neretva.[réf. nécessaire].

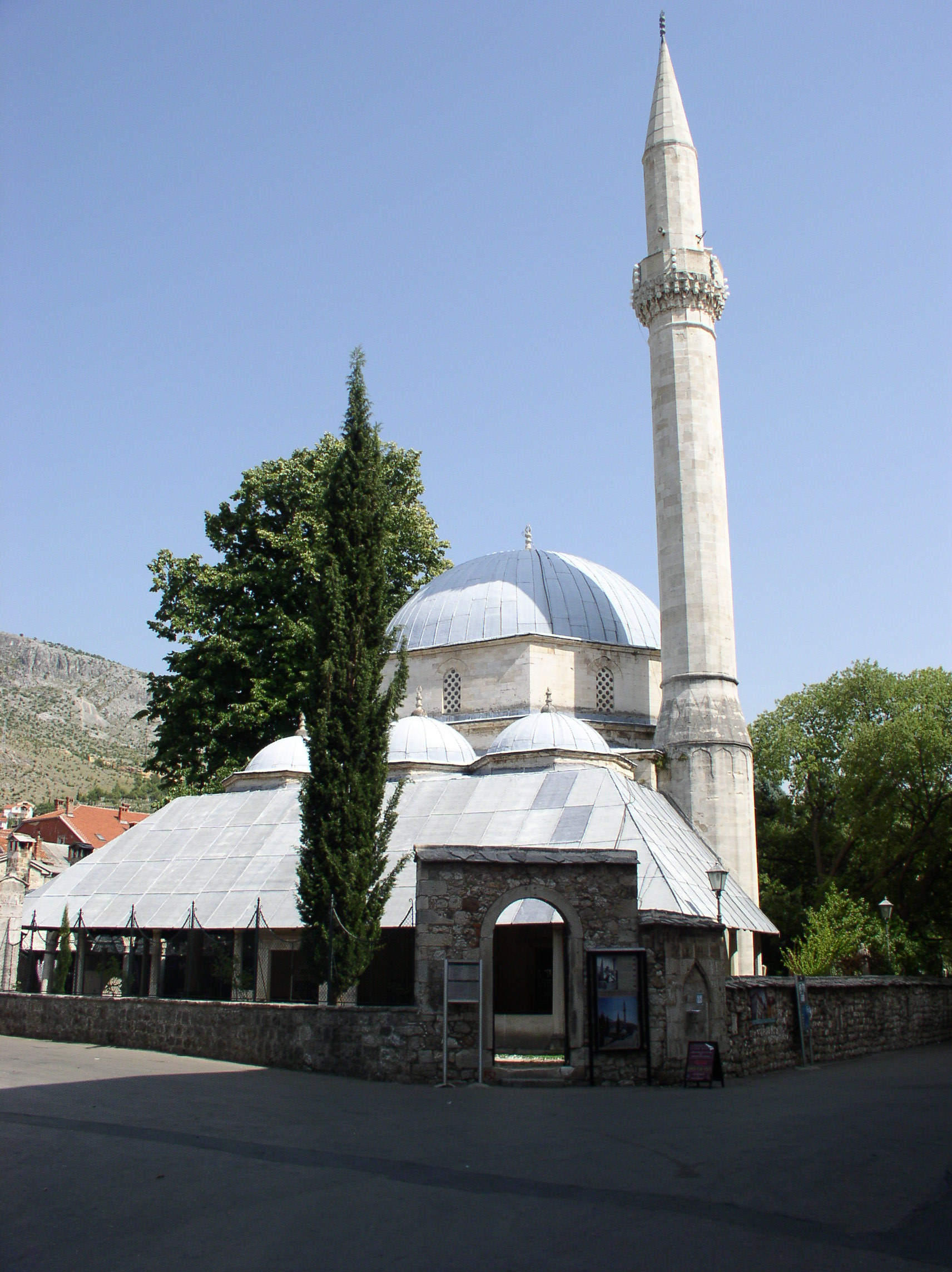
La mosquée de Karađoz-bey, 1557-1558.

À partir du XVe siècle, Mostar se développe lors des quatre siècles suivants, sous la tutelle de l'Empire. Au XVe siècle, les archives mentionnent une place forte à l'endroit où l'on passait d'un bord à l'autre de la Neretva par un pont suspendu. Ce pont, qui a donné son nom à la ville, favorise le développement du transport et l'essor du commerce. Dès 1475, un premier quartier musulman (dit mahala), avec mosquées et bains, s'établit au bord de la rivière, au nord du lieu de passage. Le noyau du bourg musulman se forme de part et d'autre du pont de pierre construit en 1566 sous le gouvernement de Mehmed-bey Karađoz.

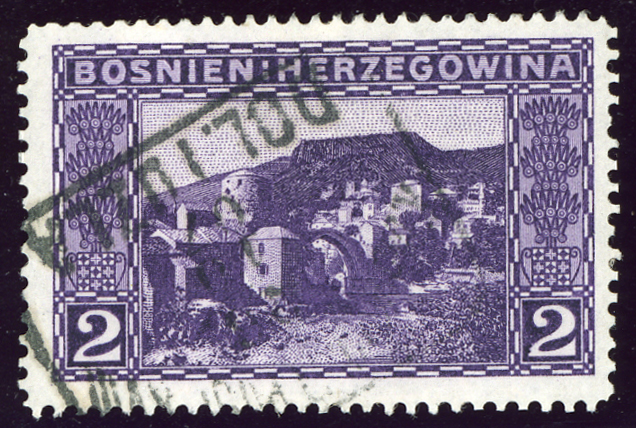
Le pont de Mostar sur un timbre-poste austro-hongrois de Bosnie-Herzégovine, 1906.

Mostar est le chef-lieu d'une province ottomane de premier rang de 1833 à 1851 (eyalet d'Herzégovine) et de 1875 à 1877 (vilayet d'Herzégovine).

### Période austro-hongroise
En 1878, Mostar, ainsi que le reste de la Bosnie-Herzégovine, passe sous administration austro-hongroise en Bosnie-Herzégovine et connaît un nouvel essor économique et urbain. Le chemin de fer de la Neretva (de), est construit entre 1888 et 1892, reliant Mostar à Sarajevo et Dubrovnik. Un hôpital contemporain a été achevé en 1888 ; le premier bureau de poste en Bosnie-Herzégovine y a été ouvert en 1858, ainsi qu'une caserne de pompiers en 1885 et une station météorologique en 1903. La ville a acquis une nouvelle centrale électrique en 1912 et en 1894, l'éclairage des rues remplace les 330 lanternes initialement utilisées. Le service téléphonique pour les clients civils a été introduit en 1906, tandis qu'un aéroport militaire, le premier des Balkans, a été créé en 1913. Le bâtiment le plus emblématique de cette période étant le Lycée de Mostar.

### Période yougoslave
Après 1918, la ville fait partie du nouveau royaume des Serbes, Croates et Slovènes, la future Yougoslavie.
La ville, exceptionnelle par l'ensemble de ses habitations et monuments, était célèbre pour sa douceur de vivre. Jusqu'à l'époque contemporaine, la ville avait conservé son caractère tout en étant un lieu de production artisanale et un important centre d'échanges commerciaux. Même si, comme partout en Europe, des immeubles souvent hors-échelle y ont été construits pendant les années 1960, dans l'ensemble, la vieille ville avait conservé son cachet médiéval.

### Mostar pendant la guerre de Bosnie

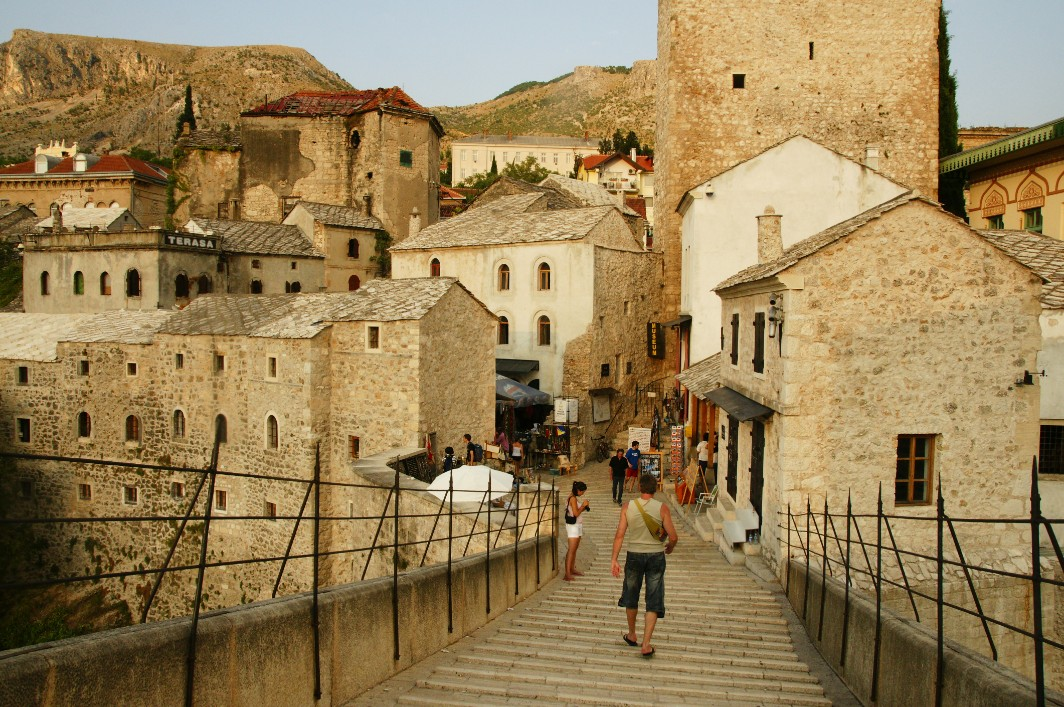
Le pont réparé à l'été 2009.

Mostar a considérablement souffert de la guerre de Bosnie-Herzégovine (1992-1995). Trois camps s'y sont affrontés : tandis que les Serbes tenaient les hauteurs, les Croates avaient parqué les Bosniaques dans le ghetto de la vieille ville, sur la rive est de la Neretva. Le 9 novembre 1993, un obus croate abat le Stari Most, le « vieux pont » ottoman, symbole de la ville.
Capitale de l'Herzégovine, la ville était un centre industriel, notamment avec le constructeur aéronautique SOKO et le complexe industriel de production d’aluminium Aluminij, ainsi qu'un centre commercial actif (textile, tabac, produits alimentaires) et un site touristique très fréquenté en raison de son architecture ottomane et de ses nombreuses mosquées.
Dès le printemps 1992, la ville et sa région sont touchées par plusieurs offensives militaires menées par l’armée populaire yougoslave (JNA) et les troupes paramilitaires des Serbes de Bosnie. Ni préparée ni organisée militairement, ayant observé de loin la guerre en Croatie, la population bosniaque applique la politique pacifiste dictée par Alija Izetbegović. Cette passivité entraînera une prise des montagnes environnantes et d’une partie de l’est de la ville par les troupes serbes. La totalité des ponts enjambant la rivière Neretva sont détruits à l’exception du vieux pont. Dans la zone industrielle, l’équipement de l’usine du constructeur aéronautique SOKO est déménagée en Serbie, l’aéroport et le complexe de l’usine d’aluminium Aluminij sont détruits.
La reprise de la ville, de la vallée de la Neretva et de ses environs est effectuée par les troupes du conseil de défense croate (HVO) et des forces armées croates (HOS) lors de l’opération Aubes de juin, du 7 au 26 juin 1992.
S’installe ensuite un calme précaire dans la ville qui est submergée par les réfugiés bosniaques chassés de l’est de la Bosnie tombé sous contrôle serbe. Cette arrivée a pour conséquence une modification de la population de la ville et de l’équilibre entre Croates et Bosniaques. De nombreuses personnes spéculent alors sur un accord secret entre le président de la république de Croatie, Franjo Tuđman, et le président de la république de Serbie, Slobodan Milošević, sur un partage de la Bosnie-Herzégovine au détriment des Bosniaques. Il est rapporté que Slobodan Milošević désirait obtenir toutes les terres de l'est et de l'ouest de la Bosnie alors que Franjo Tuđman souhaitait s'assurer le contrôle des régions à majorité croate. La politique de la Croatie et de Franjo Tuđman pour la Bosnie-Herzégovine n'a jamais été transparente ; certains pensent que Franjo Tuđman souhaitait agrandir les frontières de la Croatie en Bosnie-Herzégovine. La création de l’Armée de la république de Bosnie et d'Herzégovine (ARBiH) entraîne alors d’importantes défections de combattants bosniaques dans les troupes du HVO et du HOS. Ceux-ci partent avec les armes dont ils ont été dotés lorsqu’ils combattaient sous commandement croate, et ils prennent le contrôle de la partie orientale de la ville où ils étaient majoritaires. En 1993, les ultra-nationalistes croates, qui étaient à ce moment convaincus de la défaite des Bosniaques et qui pensaient partager la Bosnie-Herzégovine avec leurs ennemis serbes, créent la république d'Herceg-Bosna. Mais la résistance de l'ARBiH est considérable. Alors que le ravitaillement est régulièrement coupé, que l'État-major bosniaque donne la priorité à la défense du nord et du centre du pays, les forces bosniaques tiennent et repoussent toutes les attaques[réf. nécessaire].

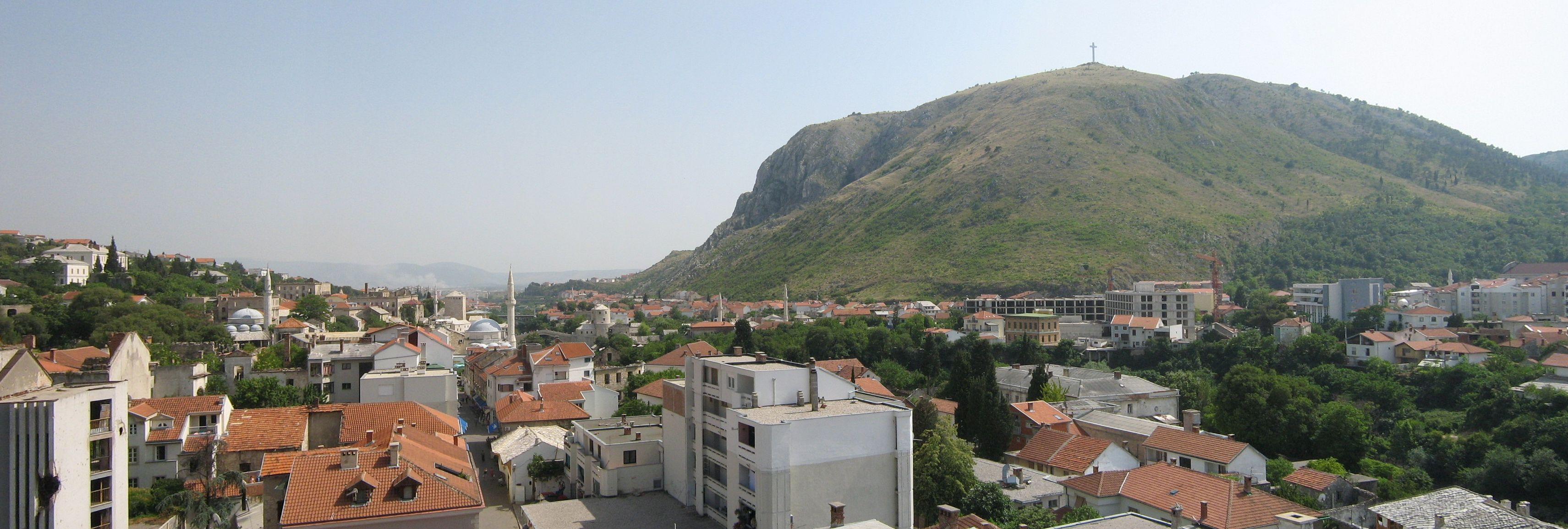
Panorama de Mostar.

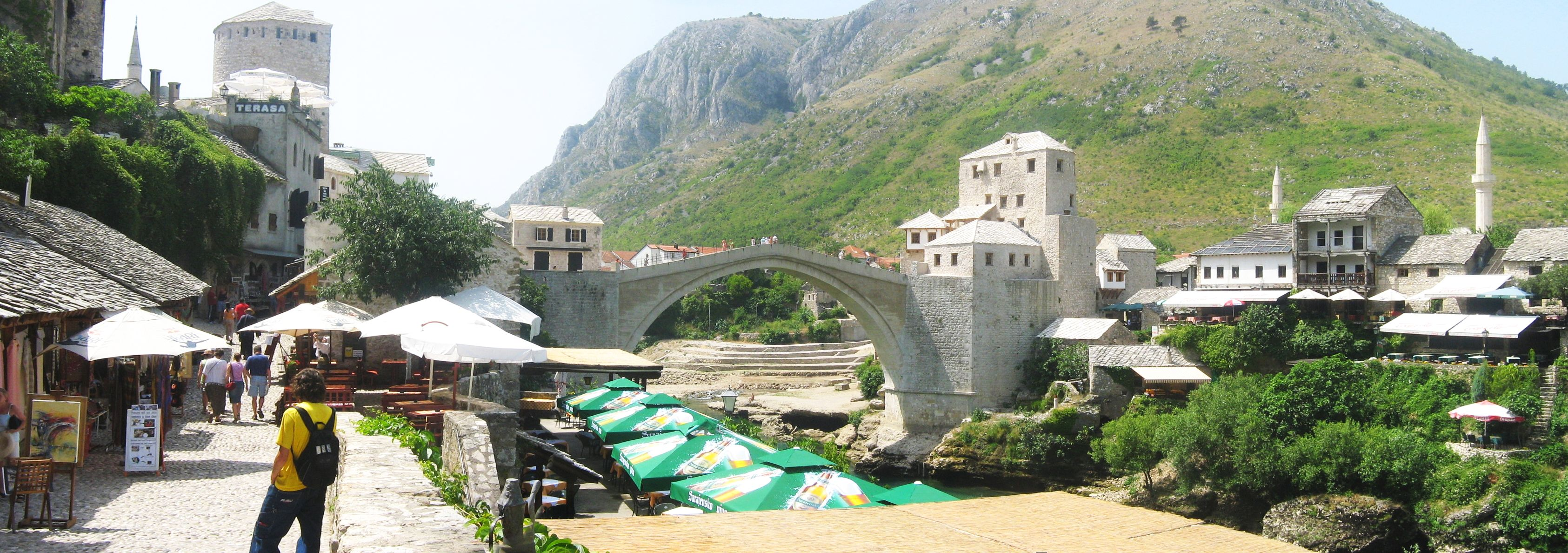
La vieille ville.

Le conflit entre les Bosniaques et les Croates finit par tourner au désavantage des ultra-nationalistes croates d'Herceg-Bosna lorsque l'armée de Bosnie-Herzégovine prend le contrôle du nord de la Bosnie et de la Bosnie centrale, encerclant la population croate dans les villes de Novi Travnik, Vitez, Busovača, Kiseljak, Kreševo ou encore Žepče. Les troupes bosniaques, après la prise de la Bosnie centrale aux troupes croates du HVO, entament une percée vers le sud, prenant le contrôle d'une partie de l'Herzégovine, de Konjic, Jablanica et les parties septentrionales et orientales de la ville de Mostar lors de l'opération Neretva 93 et font leur jonction avec les unités situées à l’est de Mostar[réf. nécessaire].
La suite des événements est caractérisée par des affrontements comparables à une guerre de tranchées entre le Conseil de défense croate (HVO) et les forces bosniaques de l’Armée de la République de Bosnie et d'Herzégovine (ARBiH), le long de la ligne de démarcation située en centre-ville, le long du Bulevar narodne revolucije (boulevard de la révolution populaire). Durant cette période, les minorités des deux parties de la ville sont la cible de représailles et doivent quitter leurs habitations lors des périodes d’accalmie pour rejoindre les parties de la ville où ils étaient majoritaires. Ceci provoqua une homogénéisation de la partie croate et bosniaque de la ville[réf. nécessaire].
Le sommet des affrontements entre Croates et Bosniaques est atteint le 9 novembre 1993, lorsque les forces croates détruisent le vieux pont de Mostar en le bombardant afin de prévenir toute tentative bosniaque de s'emparer de la partie occidentale de la ville contrôlée par les forces croates. Cette action est condamnée par la communauté internationale et provoque la consternation chez un certain nombre d’habitants croates de la ville attachés au symbole de leur ville. L'opération Neretva 93 est arrêtée par les autorités bosniaques après qu'elles ont reçu des informations sur les incidents contre des civils et des prisonniers de guerre croate. Plus tard, des équipes mixtes croates et bosniaques, avec l’aide d’une entreprise turque, ont reconstruit à l’identique le pont et son quartier. Le nouveau pont est inauguré le 22 juillet 2004 en présence de nombreuses personnalités.
Les accords de Washington, conclus sous le patronage de la nouvelle administration américaine du président Bill Clinton, mettent fin aux affrontements entre Croates et Bosniaques. Une période d’accalmie s’installe mais les tensions et les rancœurs persistent encore pendant de longs mois. Elles renaissaient sporadiquement lors de la construction d’édifices religieux ; ainsi, la hauteur du clocher d’une église et l’installation d’une croix sur la montagne surplombant la ville côté croate ont provoqué des manifestations côté bosniaque. Des affrontements ont également été signalés lors de rencontres de football, comme celle opposant la Croatie à la Turquie, en quart de finale du championnat d'Europe de football 2008 en Autriche[réf. nécessaire].

### Mostar depuis la guerre

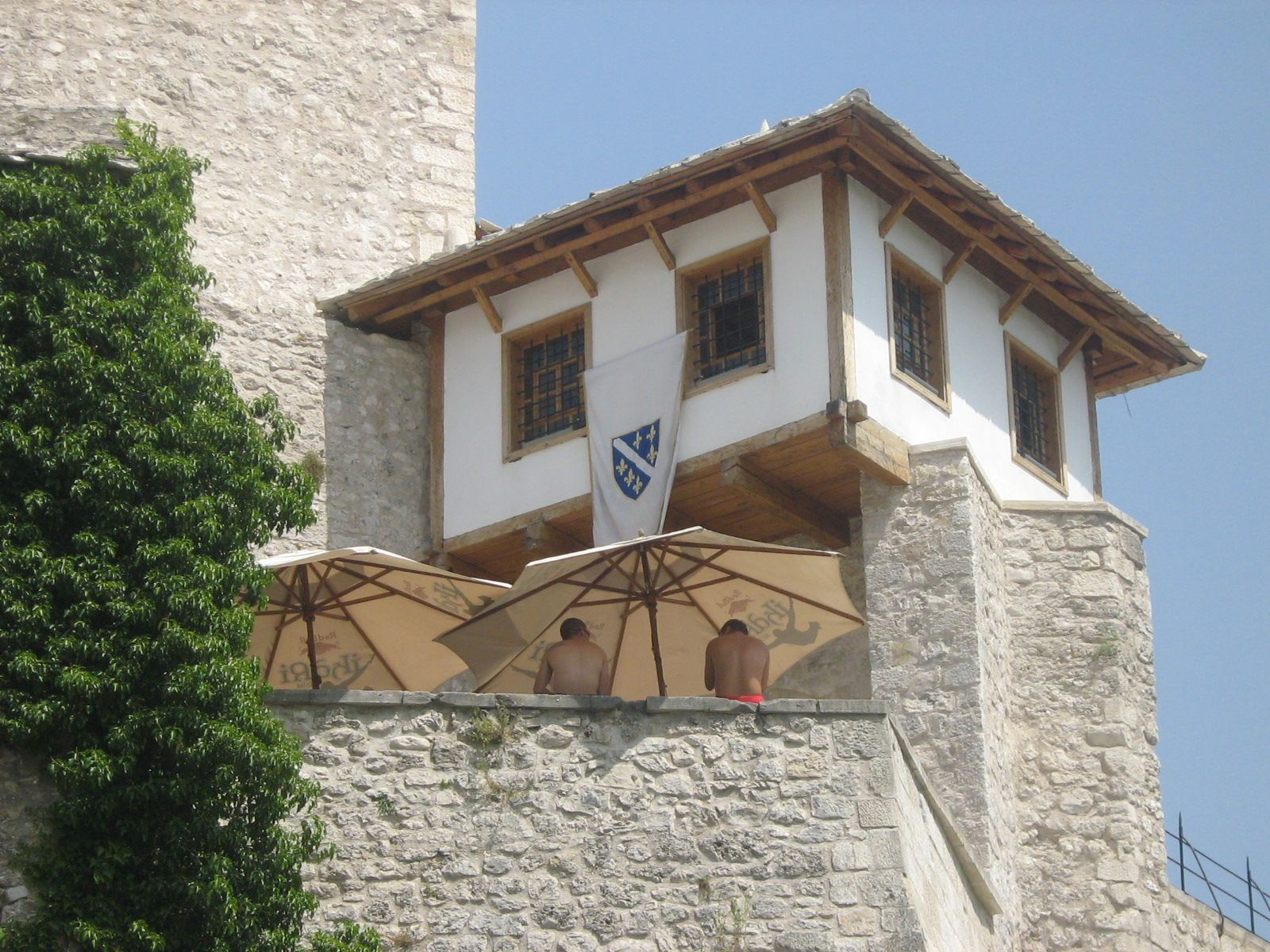
La maison Čardak.

Mostar-Ouest (essentiellement quartiers modernes et depuis 1995 à majorité croate et catholique) et Mostar-Est (principalement quartiers plus anciens à majorité bosniaque et musulmane), séparés par le Bulevar narodne revolucije pendant la guerre ont été réunifiés en une seule municipalité, qui est ainsi devenue la capitale du Canton de Herzégovine-Neretva. La Neretva traverse le quartier oriental de la ville.
Le Stari Most, le « vieux pont », a été reconstruit à l'identique en 2004 avec de nombreuses pierres d'origine (notamment pour le revêtement du pont), et selon la technique ottomane d'époque. Il accueille comme par le passé le traditionnel championnat de plongeon dont le local est la maisonnette Čardak située à la sortie occidentale du Vieux Pont.

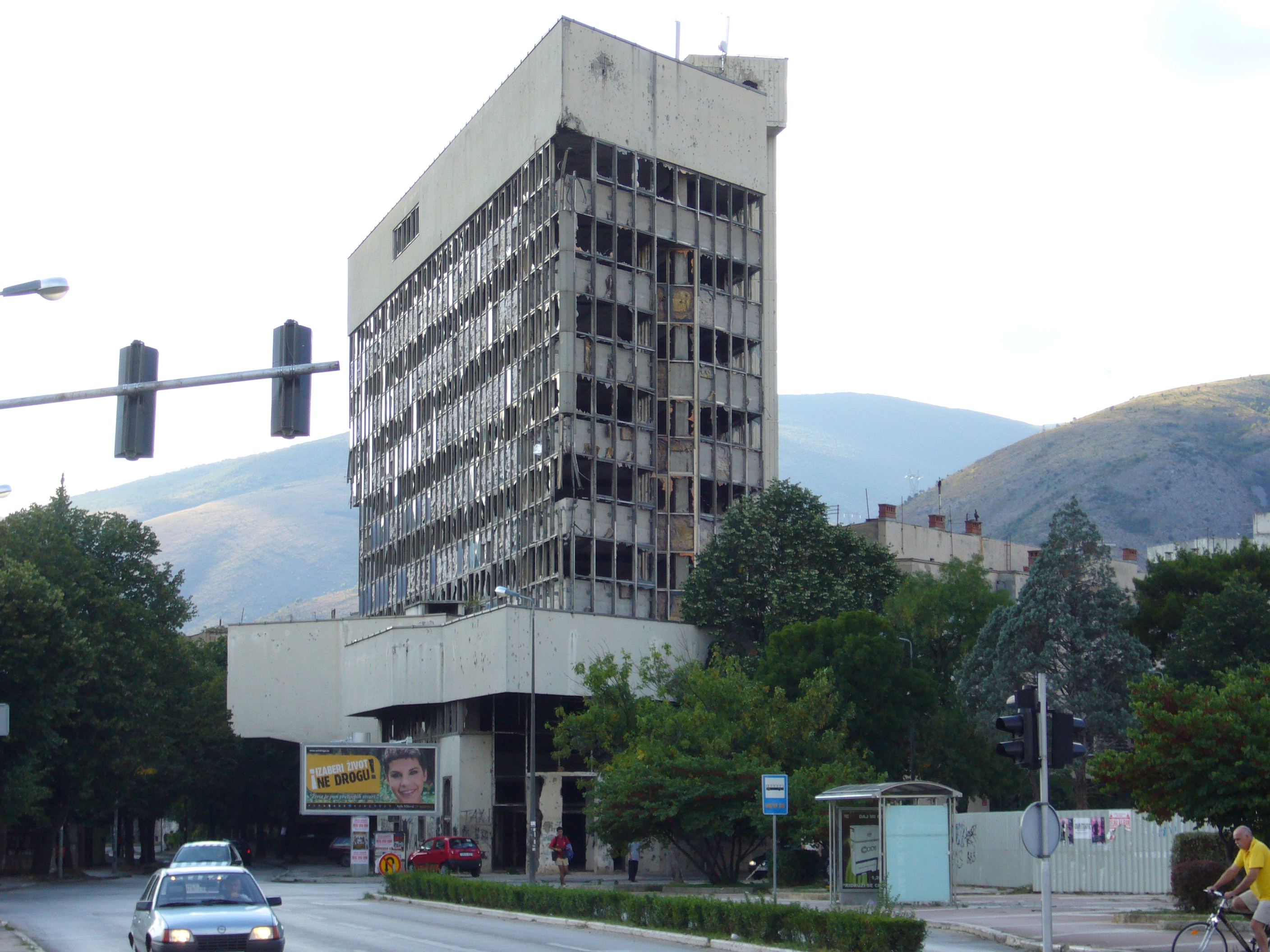
Les immeubles, lieux de la guérilla urbaine ; Mostar, une ville qui porte encore les stigmates de la guerre, août 2006.

Mostar-Ortijes : ce camp de la SFOR situé à côté de l'actuel aéroport abritait les éléments des armées (Allemagne, France, Italie, Espagne, Maroc) qui composaient un élément vital dans la sécurisation de la ville.
De nombreuses maisons restent à reconstruire dans la ville, mais le centre historique renaît de ses cendres rapidement grâce à de nombreux donateurs. L'attrait et le charme du centre de Mostar ont ainsi pu être préservés malgré tout.

## Localités

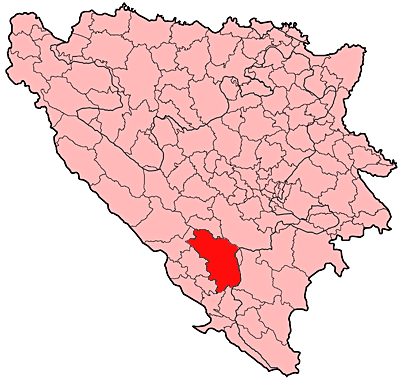
Localisation de la municipalité de Mostar en Bosnie-Herzégovine.

Le territoire de la ville de Mostar compte 60 localités :
| - Bačevići - Banjdol - Blagaj - Bogodol - Buna - Cim - Čule - Dobrč - Donja Drežnica - Donji Jasenjani - Dračevice - Gnojnice - Goranci - Gornja Drežnica - Gornje Gnojnice | - Gornji Jasenjani - Gubavica - Hodbina - Hrušta - Humilišani - Ilići - Jasenica - Kamena - Kokorina - Kosor - Kremenac - Krivodol - Kružanj - Kutilivač - Lakševine | - Malo Polje - Miljkovići - Mostar - Ortiješ - Pijesci - Podgorani - Podgorje - Podvelež - Polog - Potoci - Prigrađani - Rabina - Raška Gora - Raštani - Ravni | - Rodoč - Selište - Slipčići - Sovići - Sretnice - Striževo - Vihovići - Vojno - Vranjevići - Vrapčići - Vrdi - Zijemlje - Željuša - Žitomislići - Žulja |

## Démographie

### Villeintra muros

#### Évolution historique de la population dans la villeintra muros
| 1948 | 1953 | 1961   | 1971   | 1981   | 1991   | 2013   |
| ---- | ---- | ------ | ------ | ------ | ------ | ------ |
| -    | -    | 35 284 | 47 802 | 63 427 | 75 865 | 65 286 |

|  |

#### Répartition de la population par nationalités dans la villeintra muros(1991)
En 1991, sur un total de 75 865 habitants, la population se répartissait de la manière suivante :

### Ville (ex-municipalité)

#### Évolution historique de la population dans la ville
| 1961   | 1971   | 1981    | 1991    | 2013    |
| ------ | ------ | ------- | ------- | ------- |
| 72 453 | 89 580 | 110 377 | 126 628 | 105 797 |

#### Répartition de la population par nationalités dans toute l'agglomération (1991)
En 1991, sur un total de 126 628 habitants, et en 2013, sur un total de 105 797 habitants, la population se répartissait de la manière suivante,:

## Politique
Ljubo Bešlić, membre de l'Union démocratique croate de Bosnie et Herzégovine (HDZ-BiH), est le maire de la ville.

## Culture

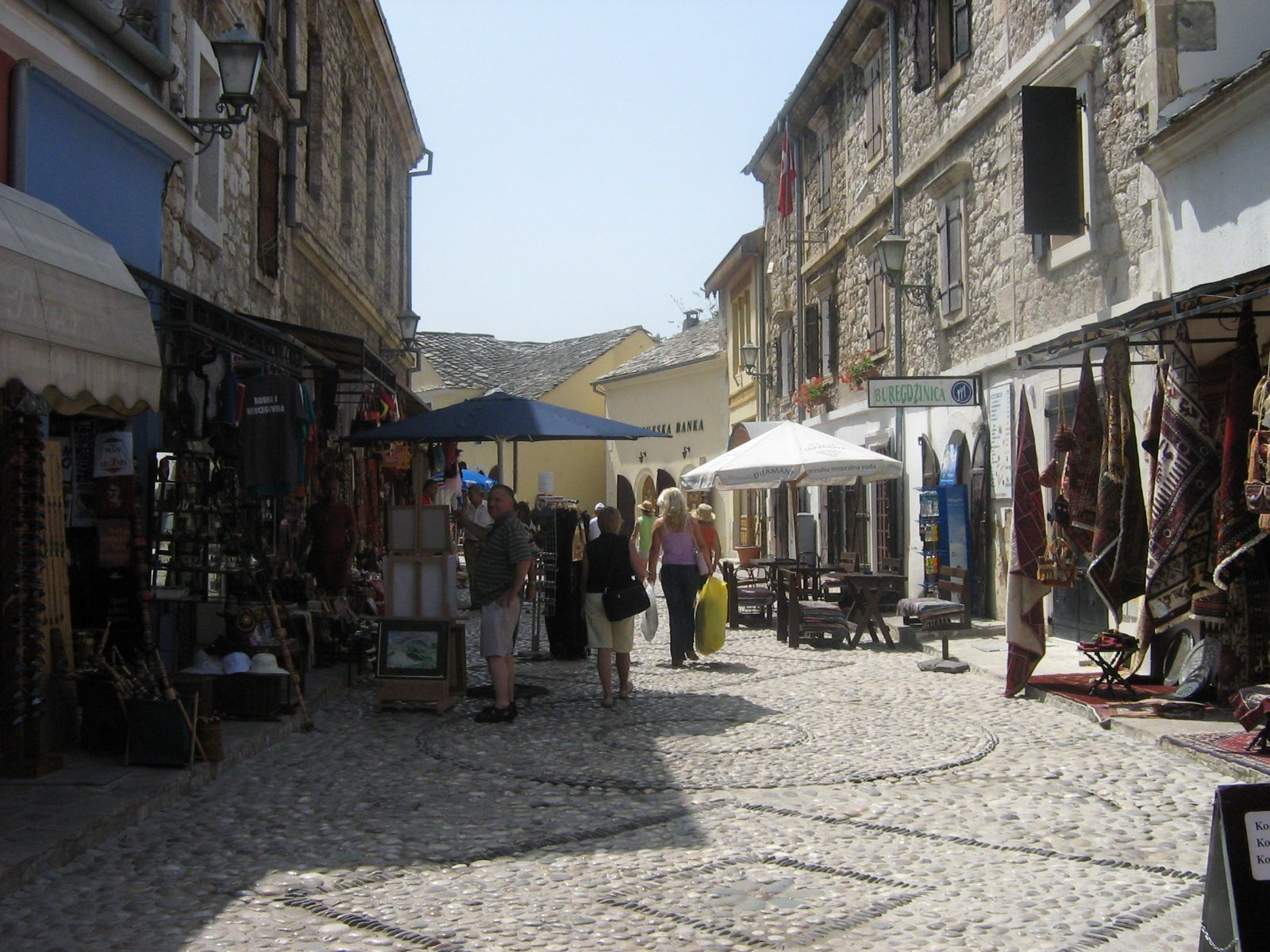
La vieille ville de Mostar

Mostar abrite les centres culturels suivants :
- Centre Culturel de Mostar (en), qui organise depuis 1999 (?) le "Festival Estival de Mostar" (Mostar Summer Festival, Mostarski Ljetni Festival)
- Centre Culturel Jeunesse ''Abraševic'' (en) (OKC Abrašević, depuis 2003)
- Salle de concert ''Pavarotti-Mostar'' (en)
- World Music Centre (Mostar) (en)
- Archives de l'Herzégovine (aujourd'hui Archives cantonales)
- Bibliothèque municipale Herceg Stjepan Kosače
- Gradska biblioteka Luka
- Musée de l'Herzégovine (en) depuis 1950
- Musée du Vieux Pont (en) depuis 2006
- Théâtre national de Mostar (en) depuis 1951
- Théâtre populaire de Mostar
- Théâtre National Croate de Mostar (en) depuis 1994, HNK-Mostar
- Théâtre de Marionnettes de Mostar (en) depuis 1952
- Théâtre de la Jeunesse de Mostar (en) depuis 1974
- Maison Aleksa Šantić
- Maison Muslibegović
- Résidence Croate "Herceg Stjepan Kosača" (en) depuis 1959

L'évènement culturel le plus connu est l'Été de Mostar avec notamment un récital de poésies anciennes d'Aleksa Šantić.
Une des plus anciennes compétitions de plongeons traditionnels depuis le Vieux Pont a lieu le dernier week-end du mois de juillet.

## Sports
La ville compte deux principaux clubs de football : le Velež Mostar et le Zrinjski Mostar.

## Éducation

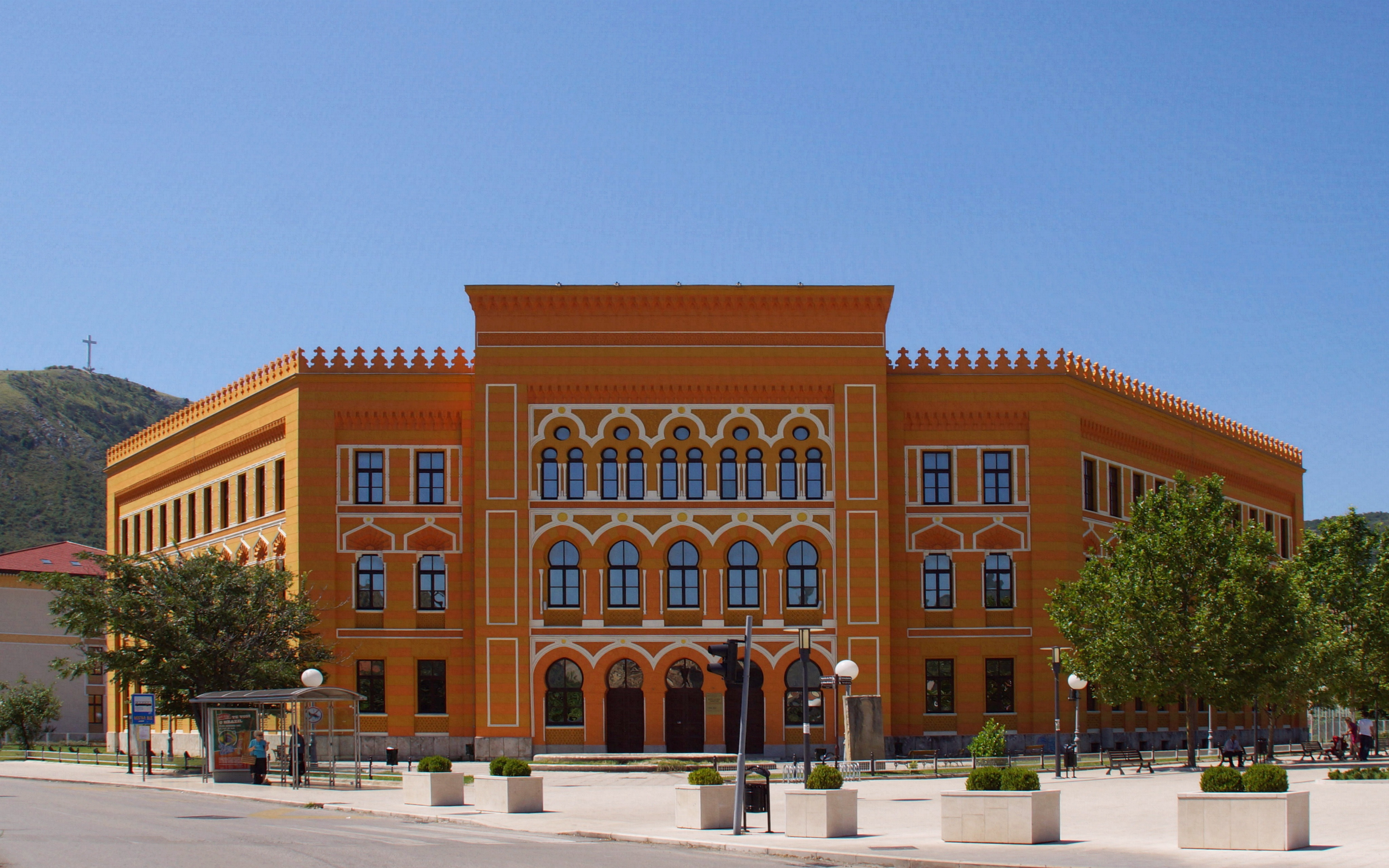
Gimnazija Mostar, 1898-1902. (Photo 2014)

En 1893, la ville comptait 18 petites écoles élémentaires. Après une décision de la même année, un lycée a été construit, qui a été achevé en deux phases de construction de 1898 à 1902. Dans ce lycée, 650 élèves reçoivent un enseignement bilingue. Il existe également un United World College (UWC) avec 165 élèves dans le même complexe scolaire, Collège du Monde Uni à Mostar

## Économie
- La ville abrite une importante usine d'aluminium[11].
- L'opérateur de télécommunication HT est basé à Mostar

## Environnement
La ville comprend une décharge à ciel ouvert controversée. Le site a depuis longtemps atteint ses capacités maximales mais continue néanmoins d’être exploité, contribuant à la dégradation de l'environnement et à la hausse des cas de cancer parmi la population.

## Tourisme

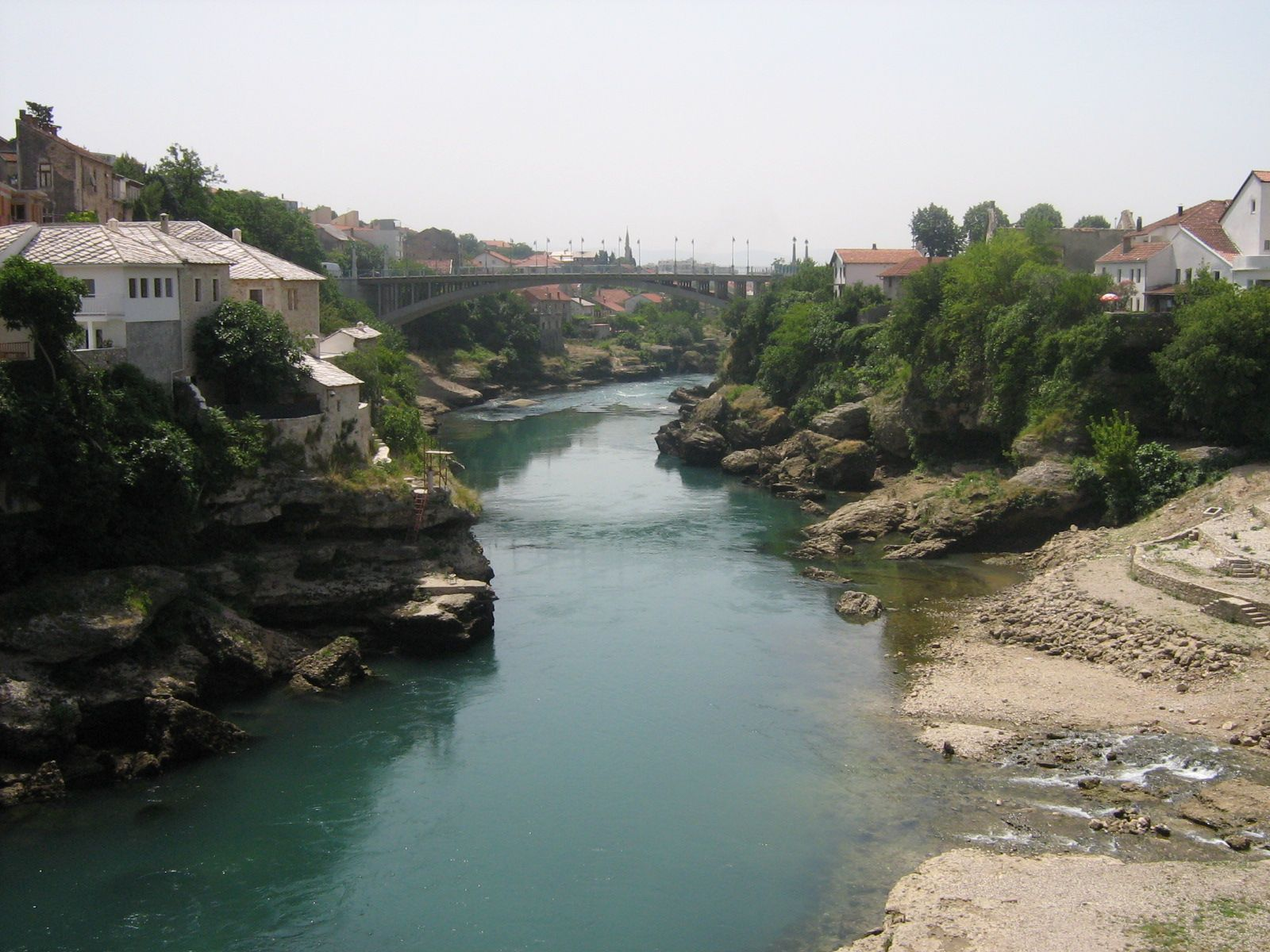
Le fleuve Neretva

La ville de Mostar est l'une des principales villes touristiques de Bosnie-Herzégovine ; la cité proprement dite et ses alentours abritent de nombreuses curiosités.
- Architecture de Mostar (en)

### Nature
- le parc naturel de Ruište, avec les monts Prenj (où pousse le Lys Bosniaque) ;
- la réserve naturelle de Diva Grabovica ;
- le Plateau (Blato), colline qui domine la ville, dans sa partie occidentale.

### Monuments

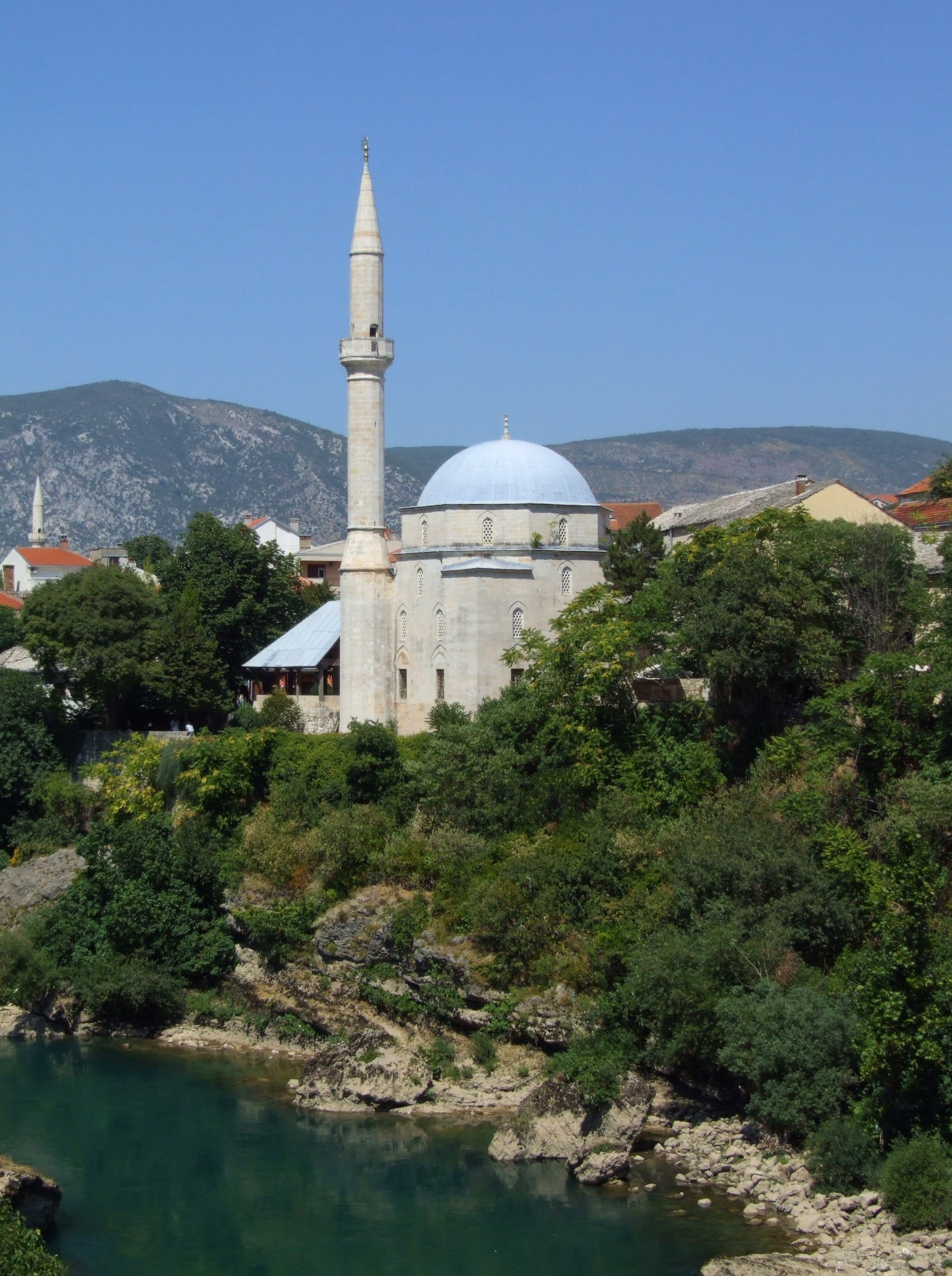
La mosquée de Koski Mehmed-pacha

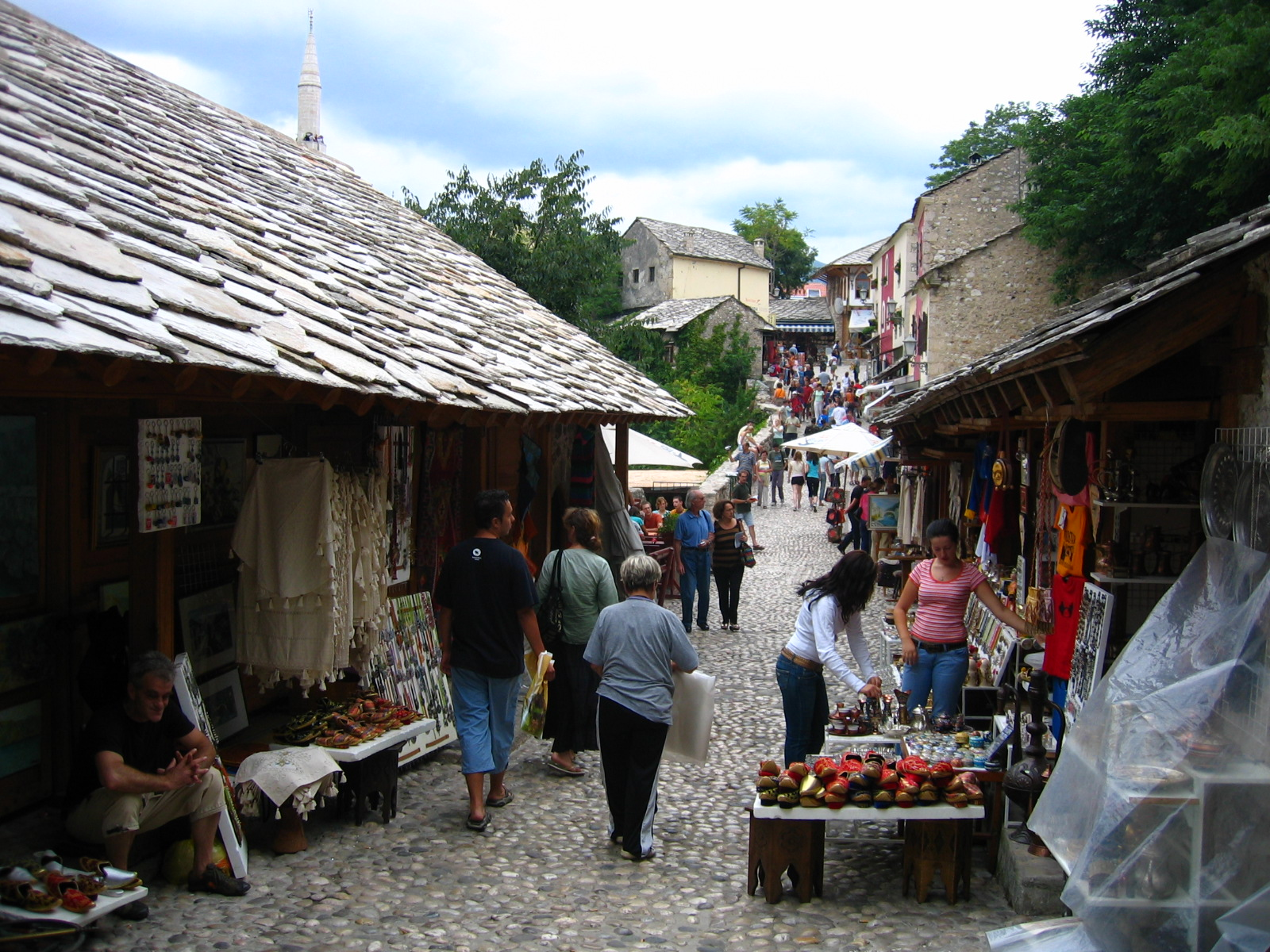
La čaršija de Kujundžiluk

La vieille ville de Mostar, notamment avec le vieux pont (Stari most) et ses monuments des XVe au XIXe siècle, est inscrite dans son ensemble sur la liste des monuments nationaux de Bosnie-Herzégovine ; le quartier du vieux pont figure par ailleurs sur la liste du patrimoine mondial de l'UNESCO.
Parmi les monuments plus particulièrement protégés, il convient de citer :
- la mosquée de Karađoz-bey, 1557-1558[14] ;
- la mosquée de Hadži Kurt (Tabačica džamija), fin du XVIe siècle et début du XVIIe siècle[15] ;
- la mosquée de Koski Mehmed-pacha avec sa médersa, début du XVIIe siècle[16] ;
- la mosquée de Roznamedži Ibrahim-effendi, avant 1620[17] ;
- la čaršija de Kujundžiluk, à partir du XVIe siècle[18] ;
- le pont courbé (Kriva ćuprija), période ottomane[19] ;
- la Ćose Jahja-hodžina džamija[20] ;
- la tour de l'Horloge, mentionnée pour la première fois en 1636[21] ;
- la résidence de la famille Muslibegović, seconde moitié du XVIIIe siècle[22] ;
- la résidence Biščević-Lakšić, fin du XVIIIe siècle-début du XIXe siècle[23] ;
- la fontaine de la place Musalla (Fontaine de Muhamed-bey Alajbegović), 1883[24] ;
- le bâtiment du lycée de Mostar, 1893-1902, œuvre de l'architecte František Blažek[25] ;
- les bains municipaux[26] ;
- le bâtiment de l'école de musique[27] ;
- le palais épiscopal catholique, construit en 1906[28] ;
- le palais archiépiscopal orthodoxe, construit entre 1908 et 1910 et reconstruit en 2006-2007[29] ;
- la cathédrale orthodoxe de la Sainte-Trinité
- le cimetière commémoratif des Partisans, 1965[30] ;
- l'église franciscaine (Franjevačka crkva), avec la plus grande cloche du pays ;
- la maison d'Aleksa Šantić, le plus grand poète de Mostar ;
- le musée de l'Herzégovine.
- La Maison turque sur Commons

#### Galerie

Mostar
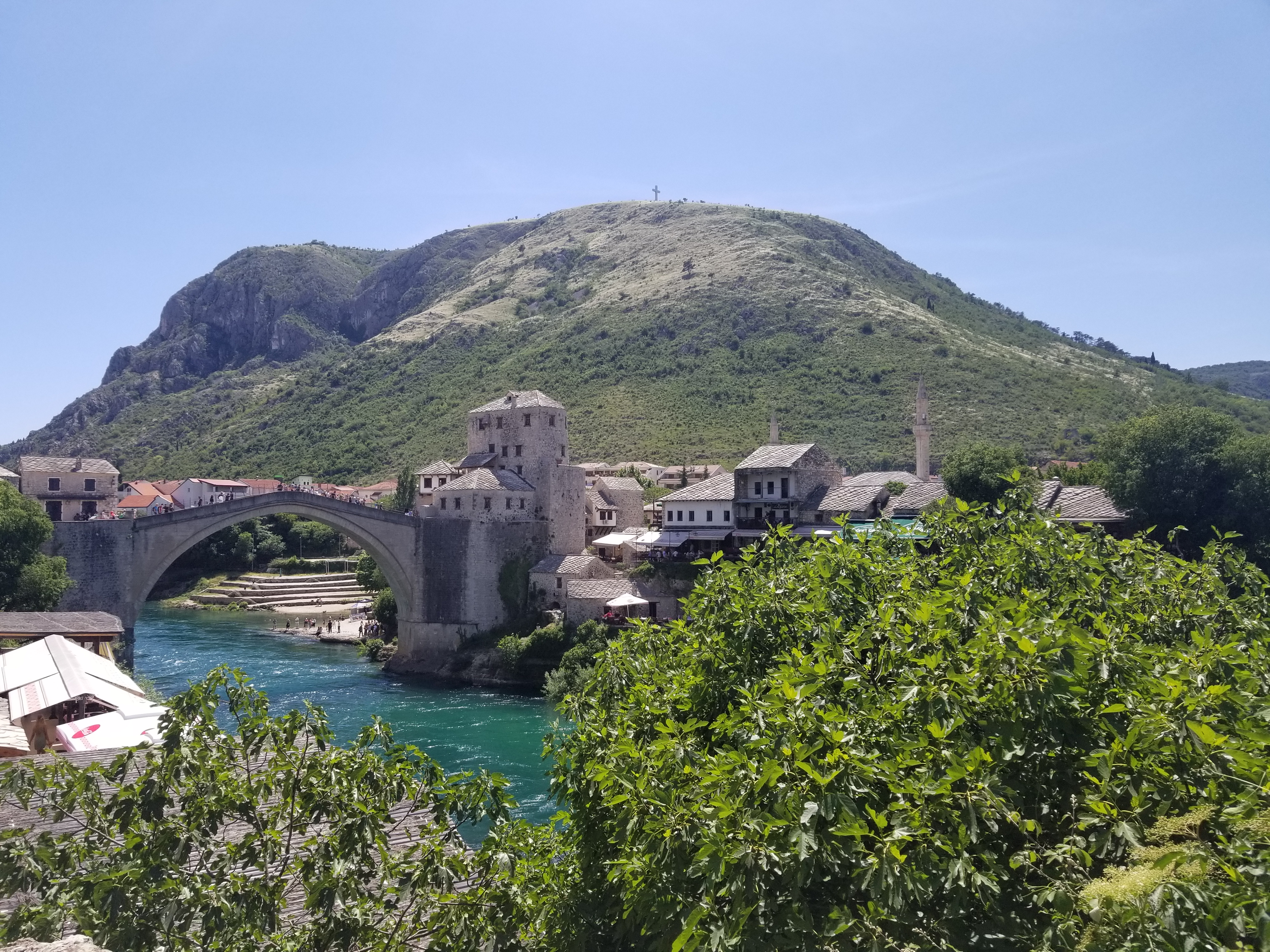
Le Stari Most en 2022.
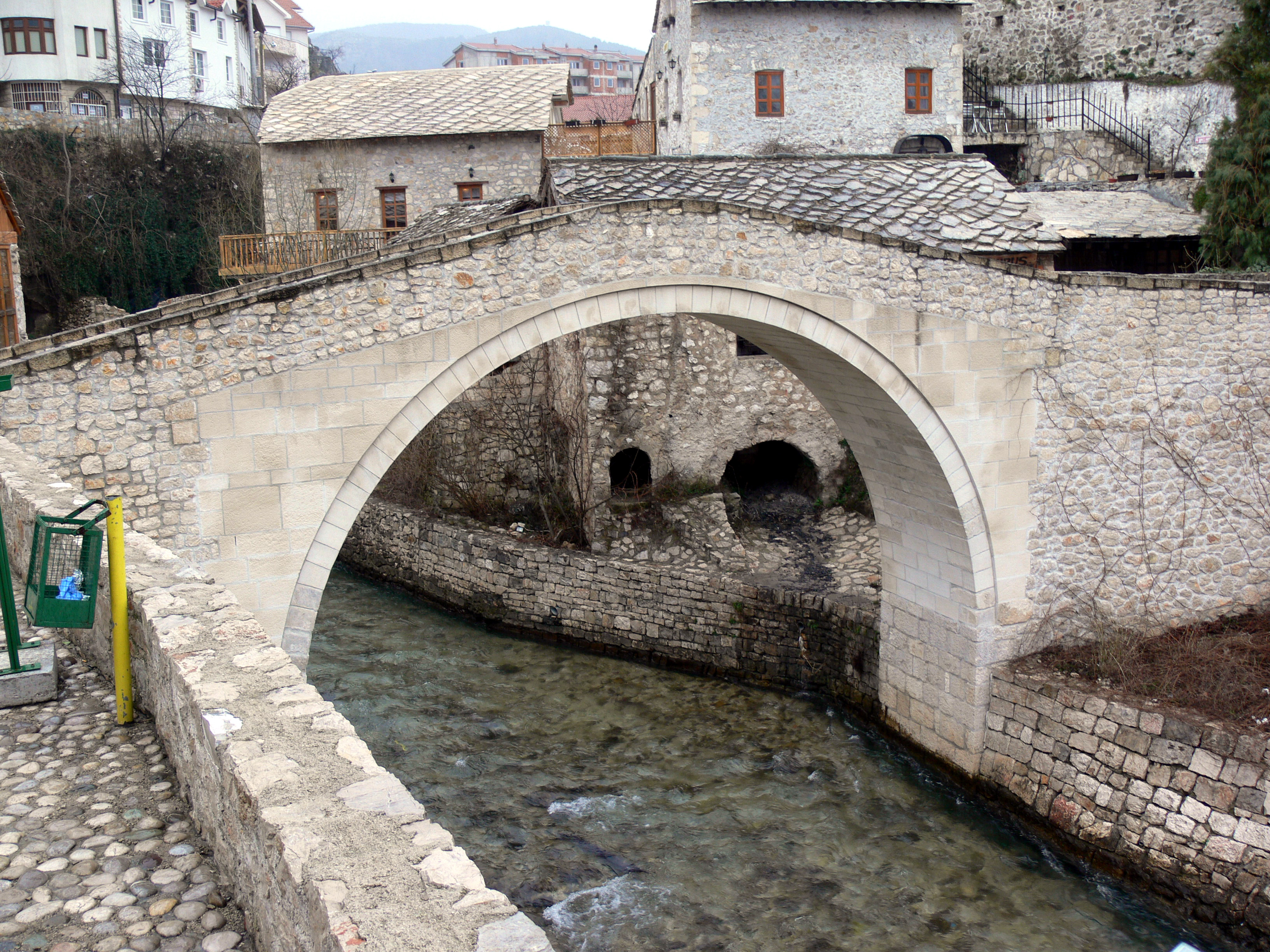
Le pont courbé, période ottomane
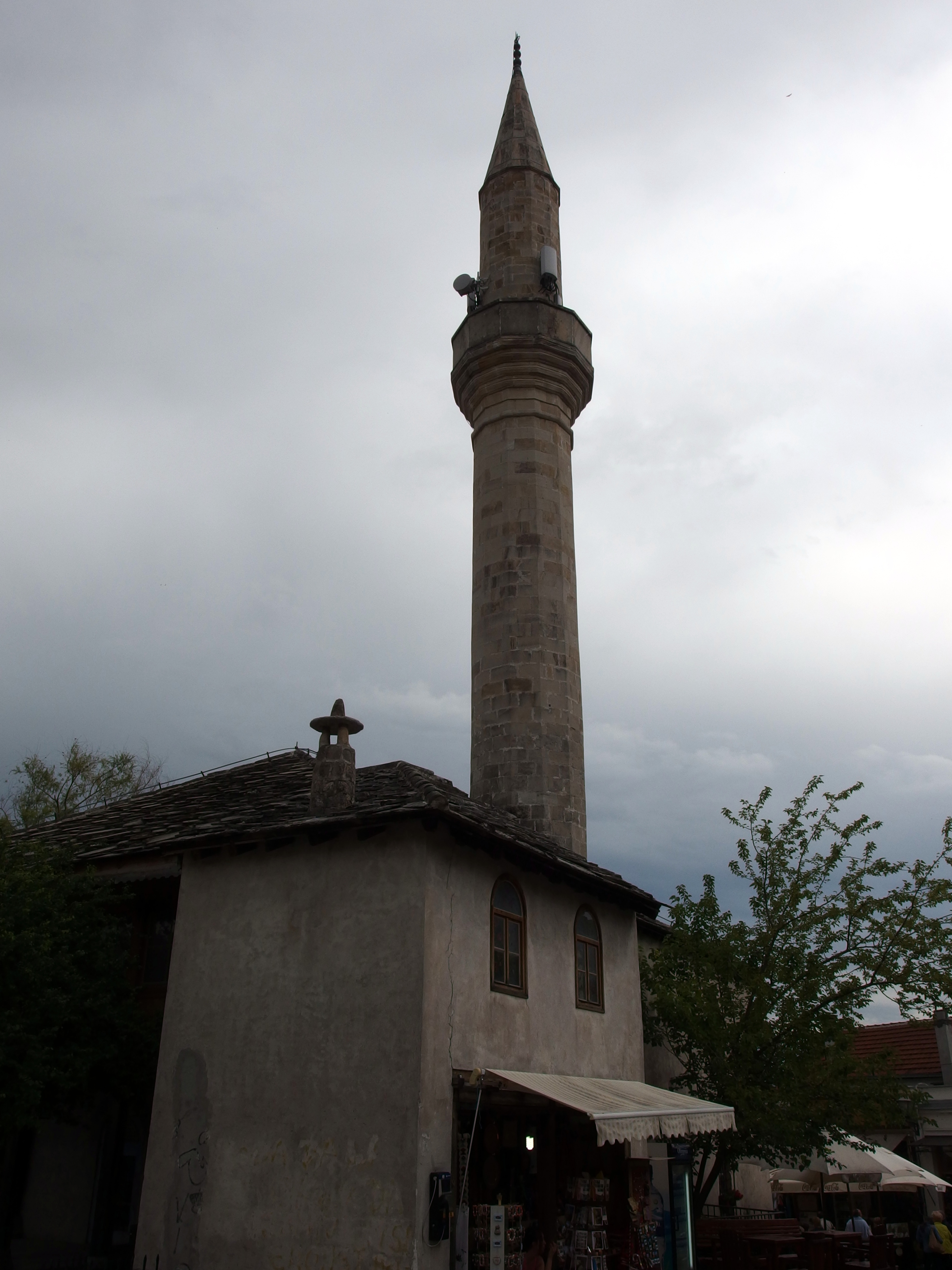
La mosquée de Hadži Kurt (Tabačica džamija), fin du XVIe siècle et début du XVIIe siècle
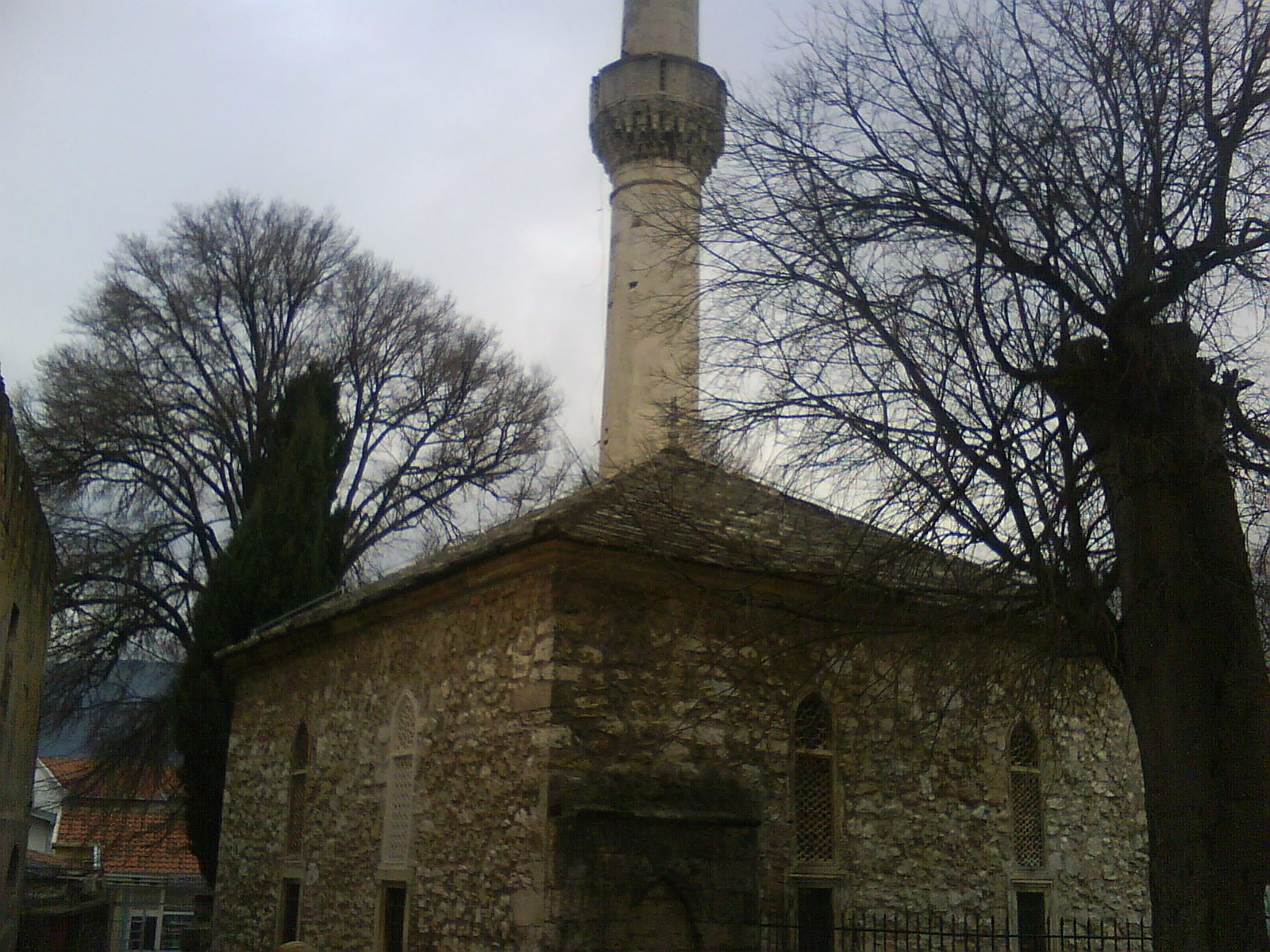
La mosquée de Roznamedži Ibrahim-effendi, avant 1620
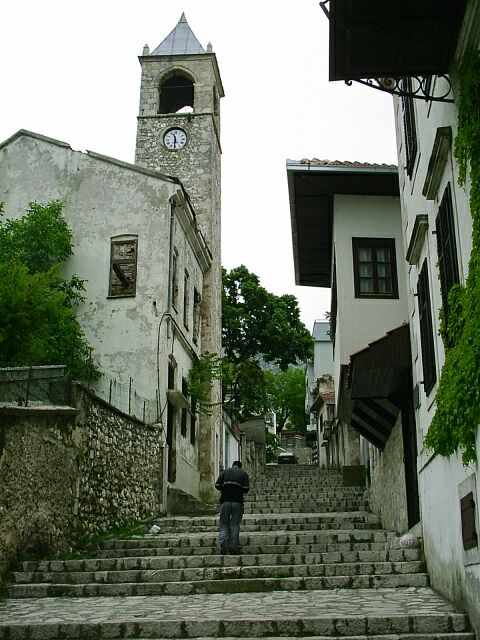
La tour de l'Horloge, mentionnée pour la première fois en 1636
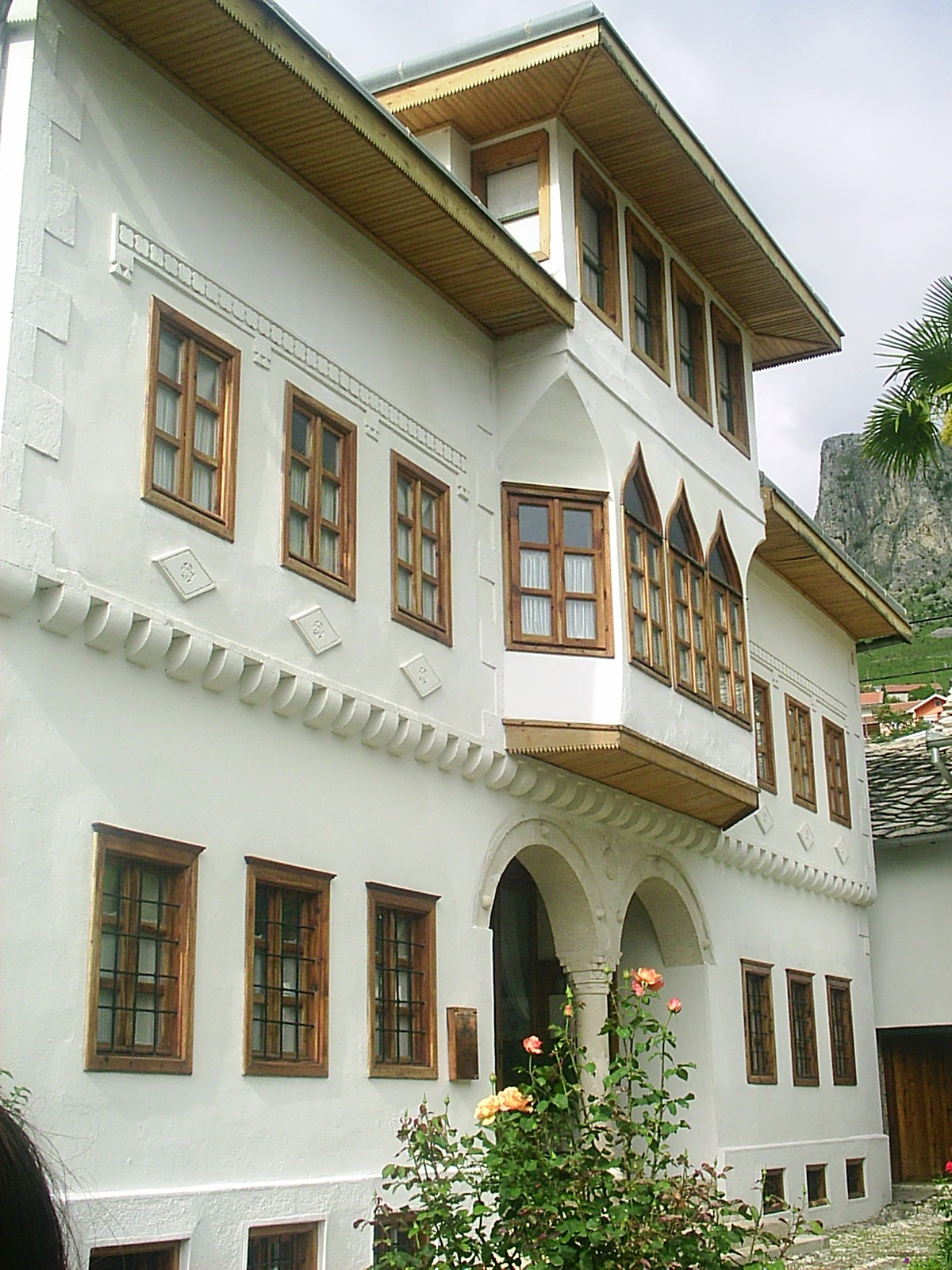
La résidence de la famille Muslibegović, seconde moitié du XVIIIe siècle
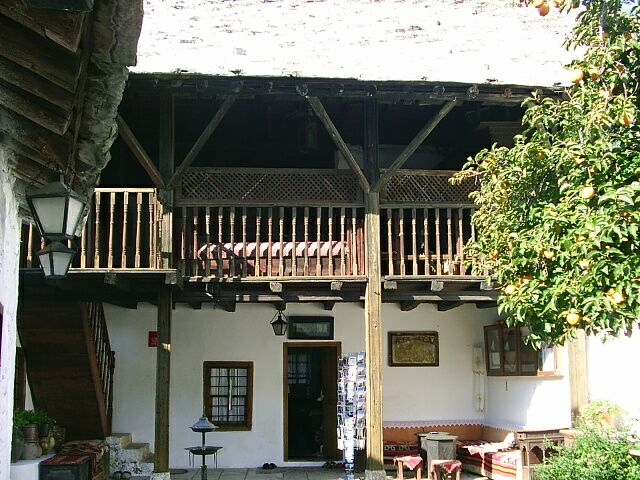
La résidence Biščević-Lakšić, fin du XVIIIe siècle-début du XIXe siècle
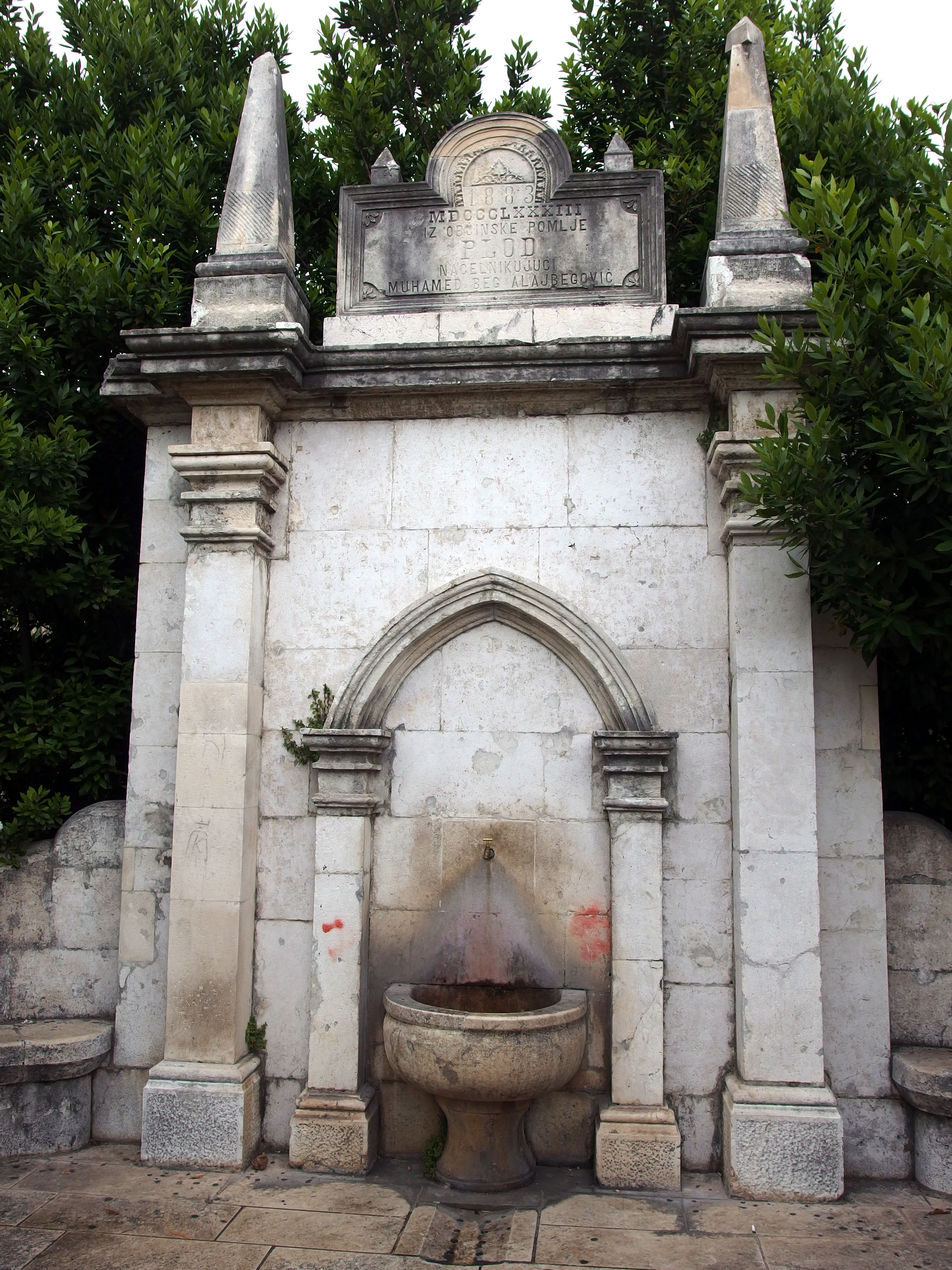
La fontaine de la place Musalla, 1883
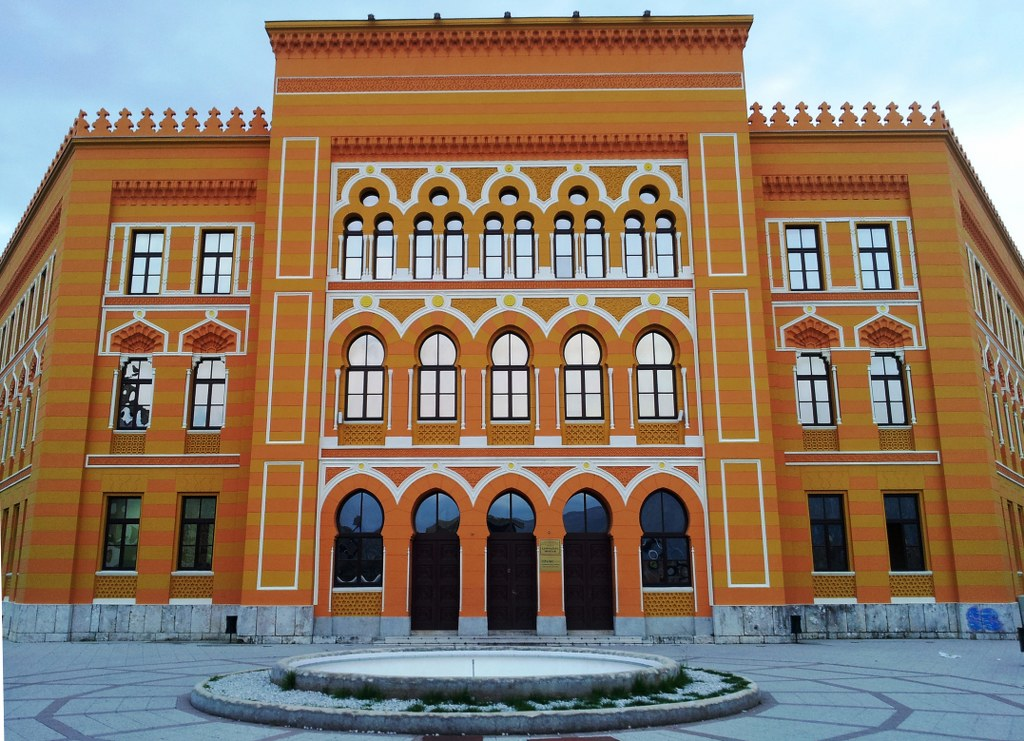
Le bâtiment du lycée de Mostar, 1893-1902
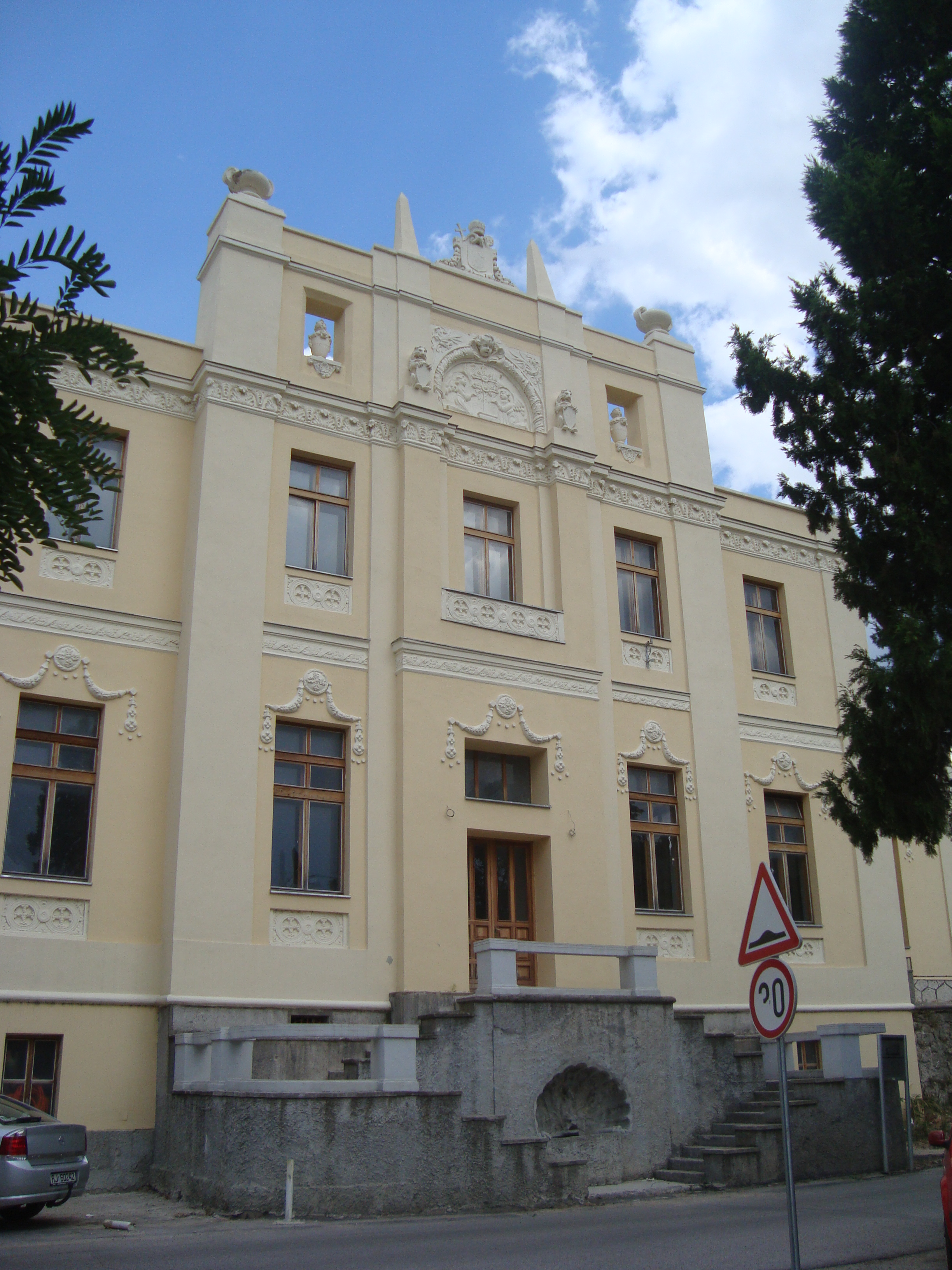
Le palais archiépiscopal orthodoxe, 1908-1910

#### Blagaj
L'ensemble naturel et architectural du village de Blagaj est inscrit sur la liste des monuments nationaux de Bosnie-Herzégovine et est proposé par le pays pour une inscription sur la liste du patrimoine mondial de l'UNESCO.
La tekke de Blagaj (maison de derviche) a inspiré Meša Selimović pour son livre Le Derviche et la Mort.

## Vie quotidienne

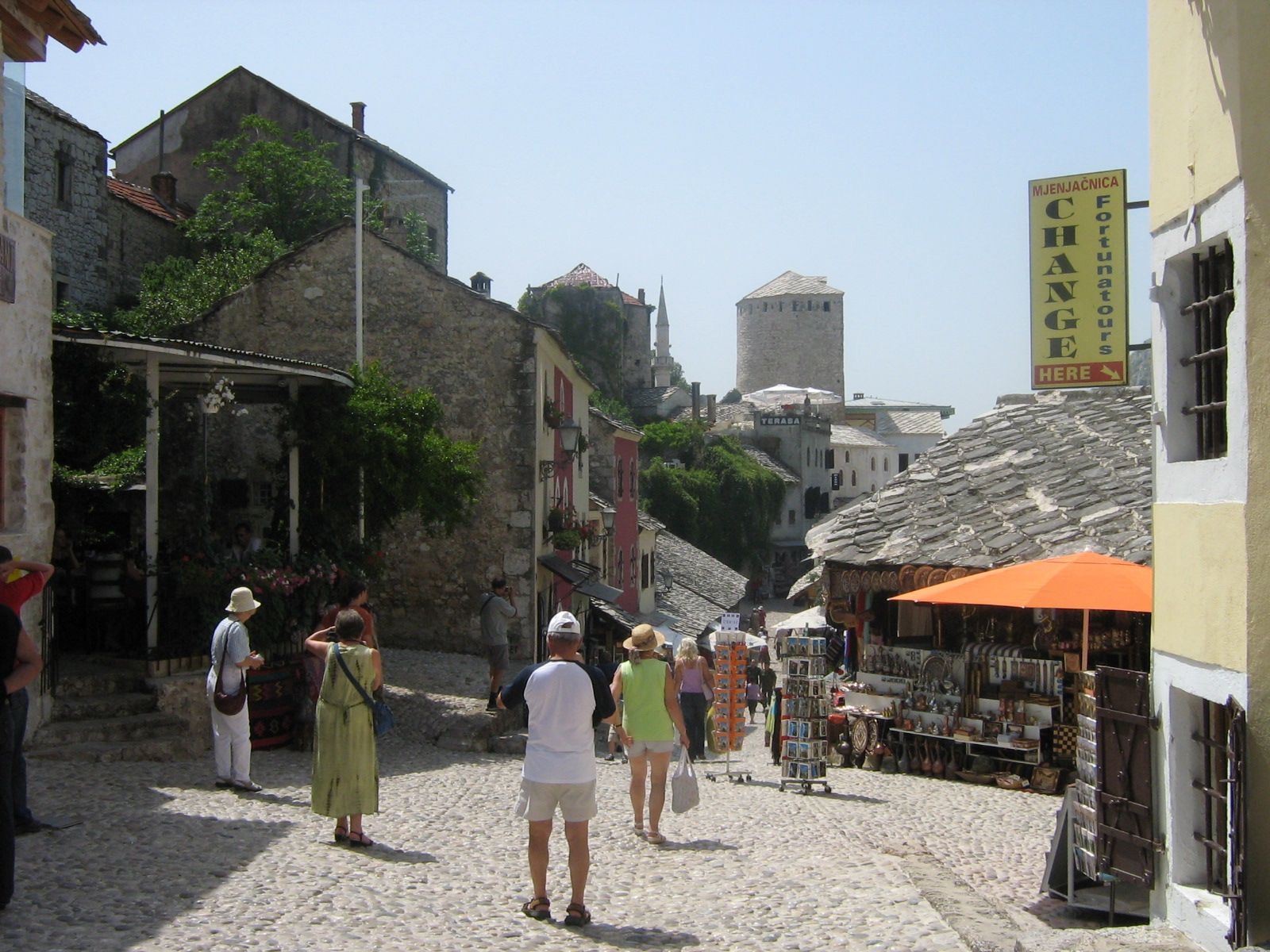
La vieille ville de Mostar.

Pacifiquement, malgré les tensions issues des années noires, la population se remet progressivement du traumatisme de la guerre (1992-1995) selon les nouvelles modalités. Les maisons et immeubles sont restaurés au rythme du programme de reconstruction de l'Union européenne. De nombreux mostariens se réinstallent à l'ouest ou à l'est du « Bulevar » en fonction de leur appartenance à la communauté bosniaque ou croate. Les échanges entre les deux parties de la ville restent toujours très importants malgré la tendance de chacune des communautés de s'inspirer, soit du voisin croate, soit des vallées centrales de la Bosnie. La population a été démobilisée avec soulagement à l'arrivée de la SFOR représentée sur place par un détachement des Forces armées espagnoles et les différents chefs militaires ont poursuivi leur carrière sur le terrain économique ou politique.
La communauté serbe a quasiment en totalité pris le chemin de l'exil, vers la république serbe de Bosnie ou vers l'étranger. Des réfugiés (croates et bosniaques) originaires de toutes les régions de Bosnie-Herzégovine s'y sont installés après la guerre, et Mostar reste un foyer dynamique au point de vue culturel et économique.
La ville voit se multiplier les boutiques de vêtements, de meubles, de musique ou de hi-fi à prix modérés. En raison de la non-adhésion à l'OMC, les prix restent relativement bas pour la clientèle locale et attractive pour les pays limitrophes, ce qui permet une reprise économique (notamment du secteur du BTP) se répercutant sur tout l'arrière-pays d'Herzégovine, les villages devenant en quelques années des villes-champignons. Les exilés (principalement d'Allemagne et d'Autriche) représentent un potentiel important d'investissement dans la région, et l'économie est soutenue par la stabilité du mark convertible, monnaie de la Bosnie-Herzégovine indexée sur l'Euro.
Le secteur informel est important et reste un facteur de dynamisme économique malgré tout.
Les jeunes sont contraints de faire face à un chômage toujours élevé, et l'éloignement des centres universitaires de pointe (Sarajevo, Split, Zagreb) les conduit souvent à quitter la région, qui, n'ayant pas suffisamment d'emplois qualifiés à leur offrir, subit alors une fuite des cerveaux.
La richesse du patrimoine de la ville, la proximité de sites touristiques comme Medjugorje (lieu de pèlerinage catholique), le village de Blagaj (lieu de pèlerinage musulman), la nécropole bogomile de Radimlja et le musée de la résistance de Jablanica font de Mostar le centre d'une région attractive, profitant aussi de l'essor touristique de la côte adriatique de Croatie proche.
Capitale régionale en plein mouvement qui se modernise rapidement, Mostar est une ville dynamique ouverte sur le monde.

## Transports
La ville est reliée par le train à la côte croate et à Sarajevo.
L'aéroport, très longtemps strictement militaire, s'ouvre, notamment au printemps 2014, aux vols réguliers, dont par exemple les vols bi-hebdomadaires de Mistral Air vers Rome et vers Coni, et surtout les vols de BH Airlines (ou B&H Airlines, BH signifiant Bosnie-et-Herzégovine).

## Quelques personnages célèbres
- Emir Balić (bs), plongeur depuis le vieux pont
- Svetozar Ćorović, poète
- Ivan Ćurković, footballeur
- Osman Đikić, poète
- Jadranko et Goran Fink, plongeurs depuis le vieux pont
- Ahmed Glavović
- Zdravko Grebo, essayiste
- Vahid Halilhodžić, entraîneur de football
- Željko Musa, handballeur
- Adin Hebib, photographe
- Hamza Humo, poète
- Alija Kebo, écrivain
- Predrag Matvejević, écrivain
- Himzo Polovina, poète
- Boro Primorac, footballeur
- Aleksa Šantić, poète
- Josip Sesar, basketteur
- Dušan Bajević, footballeur et entraîneur
- Blaž Slišković, footballeur et entraîneur
- Safet Sušić, footballeur et entraîneur
- Sergej Trifunović, comédien
- Semir Tuce, footballeur
- Almir Zalihić, écrivain
- Pero Zubac, écrivain
- Djenan Selimotić, professeur de sport
- Adnan Čustović, footballeur
- Mirza Teletović, basketteur
- Admir Duranspahic, pongiste
- Andrić Radmilo, ancien maire de Mostar
- Dražen Dalipagić, joueur et entraîneur de basket-ball
- Ivica Zubac, basketteur

## Images de l'histoire de Mostar

Images de l'histoire de Mostar
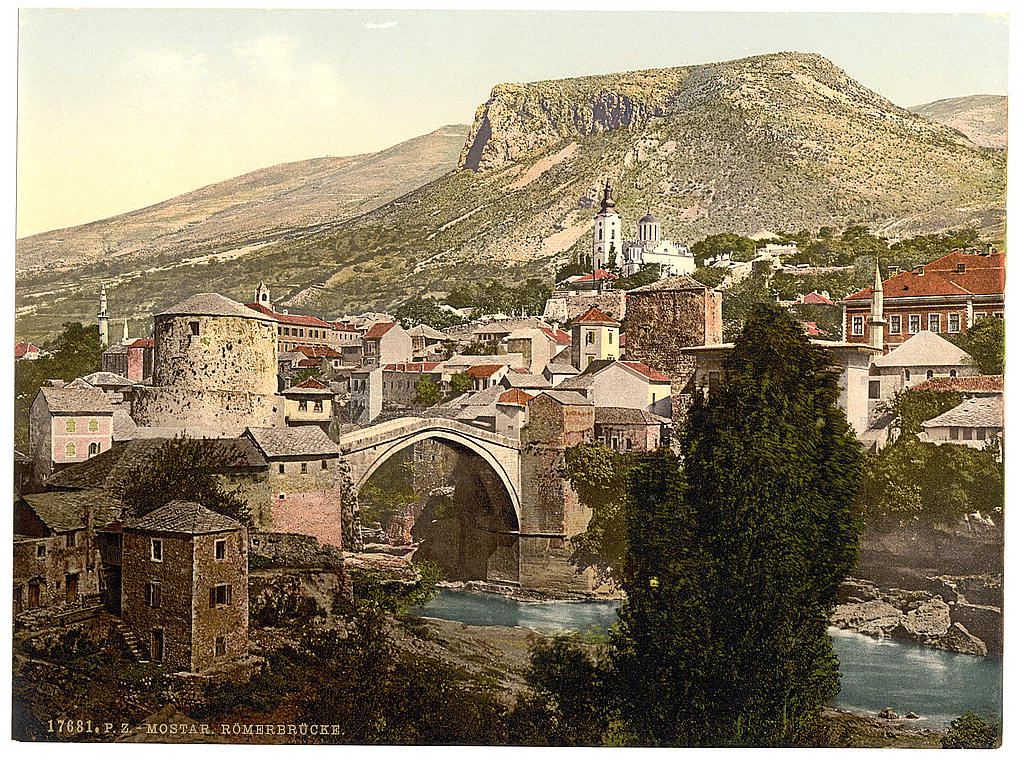
Mostar vers 1890-1900
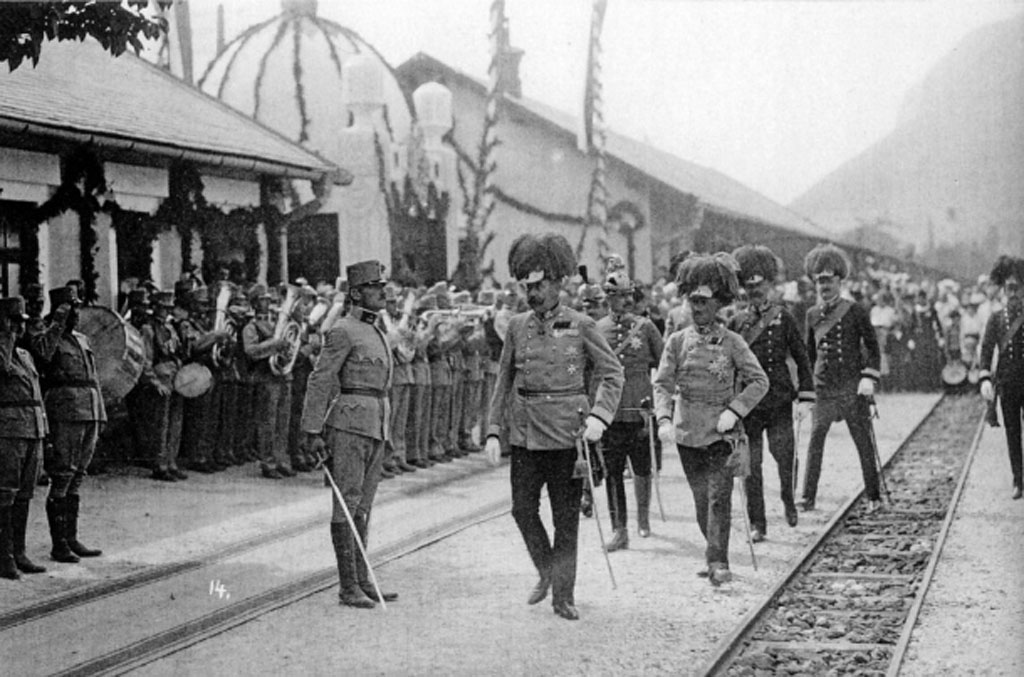
L'archiduc François-Ferdinand d'Autriche à la gare de Mostar le 25 juin 1914, la veille de son assassinat à Sarajevo
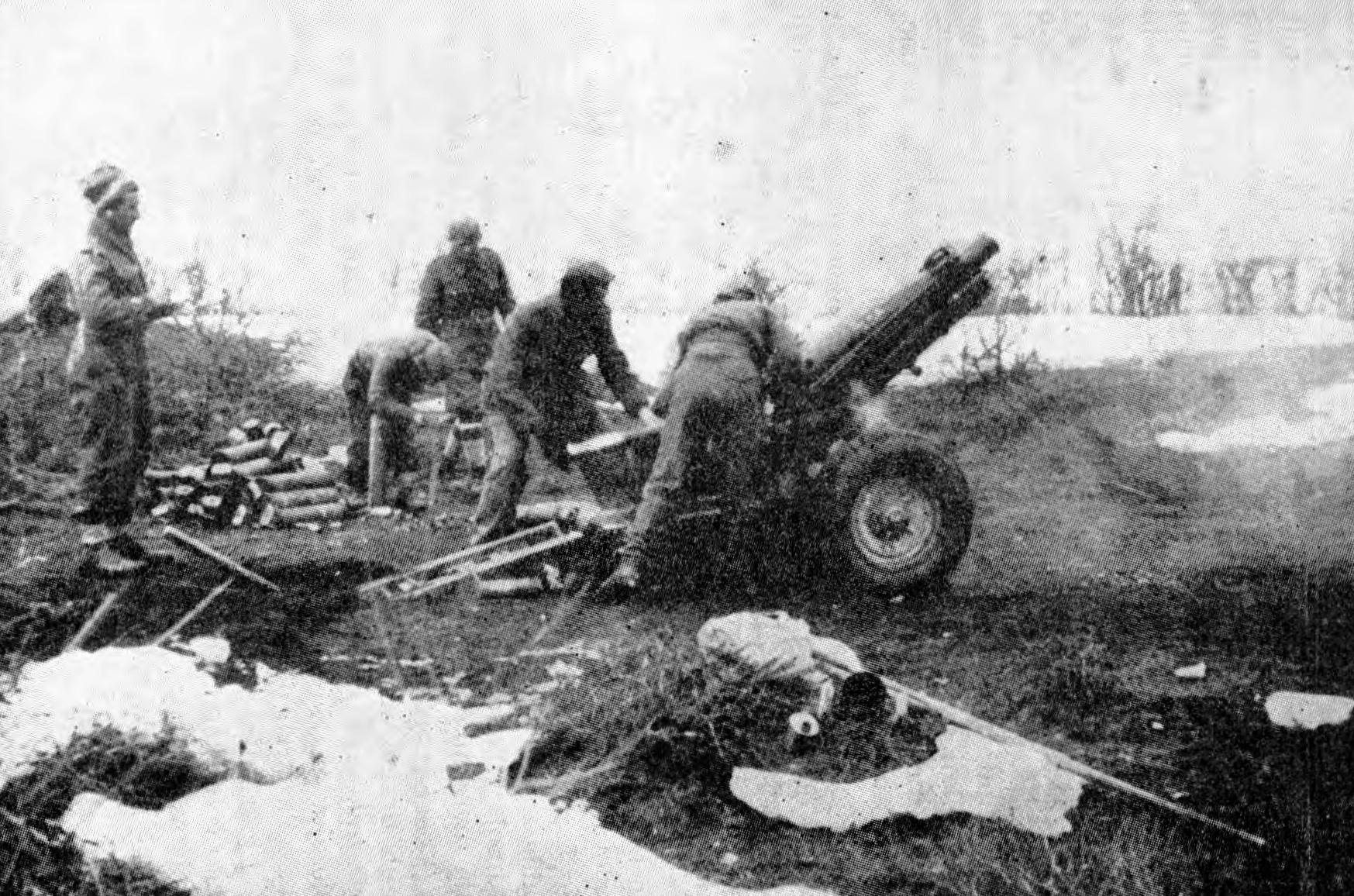
Bataille de Mostar (en), février 1945
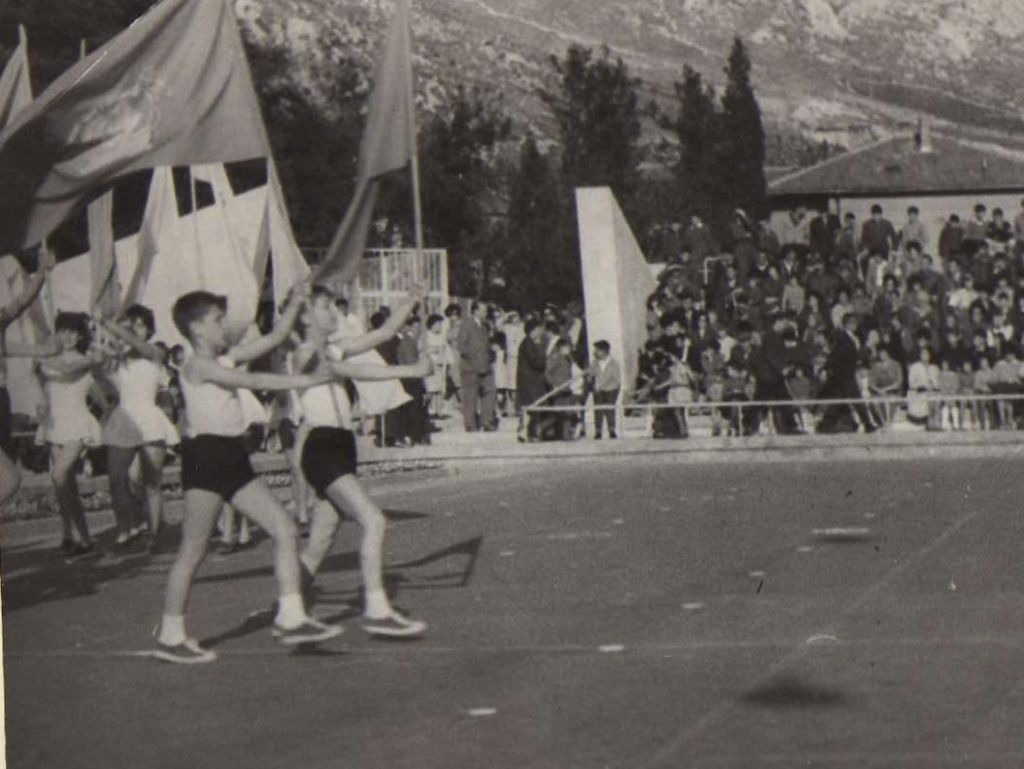
Parade à Mostar en 1963
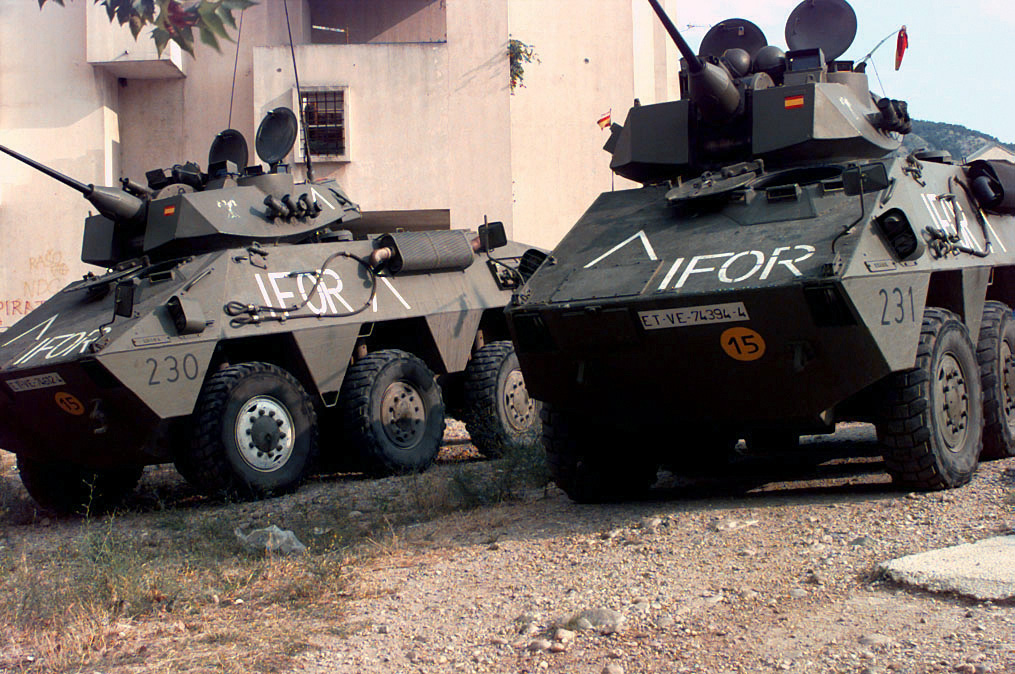
Troupes espagnoles de la force internationale (IFOR) veillant à la sécurité des élections de 1996

#### Informations
- Site officiel
- Ressource relative à la musique :   - MusicBrainz
- Notices dans des dictionnaires ou encyclopédies généralistes :   - Britannica
  - Den Store Danske Encyklopædi
  - Enciclopedia italiana
  - Enciclopedia De Agostini
  - Gran Enciclopèdia Catalana
  - Internetowa encyklopedia PWN
  - Store norske leksikon
  - Treccani
  - Universalis
- Notices d'autorité :   - VIAF
  - BnF (données)
  - LCCN
  - GND
  - Israël
  - Tchéquie
  - WorldCat
- (bs + en + hr + sr) Site officiel
- (bs + en + hr + sr) Site de l'Office du tourisme
- (fr) Site sur la reconstruction de Mostar
- (fr) Site de l'association Guernica ADPE, Mostarski Interkulturalni Festival, Livre Sta Ima ?
- (fr) Association Mostar style
- (en + bs) Nansen Dialog Center, centre de promotion de la paix

#### Données géographiques
- (en) Vue satellite de Mostar sur fallingrain.com